# سلجوقیان روم

موقعیت سلاجقه روم در سال ۱۱۹۰ (میلادی)

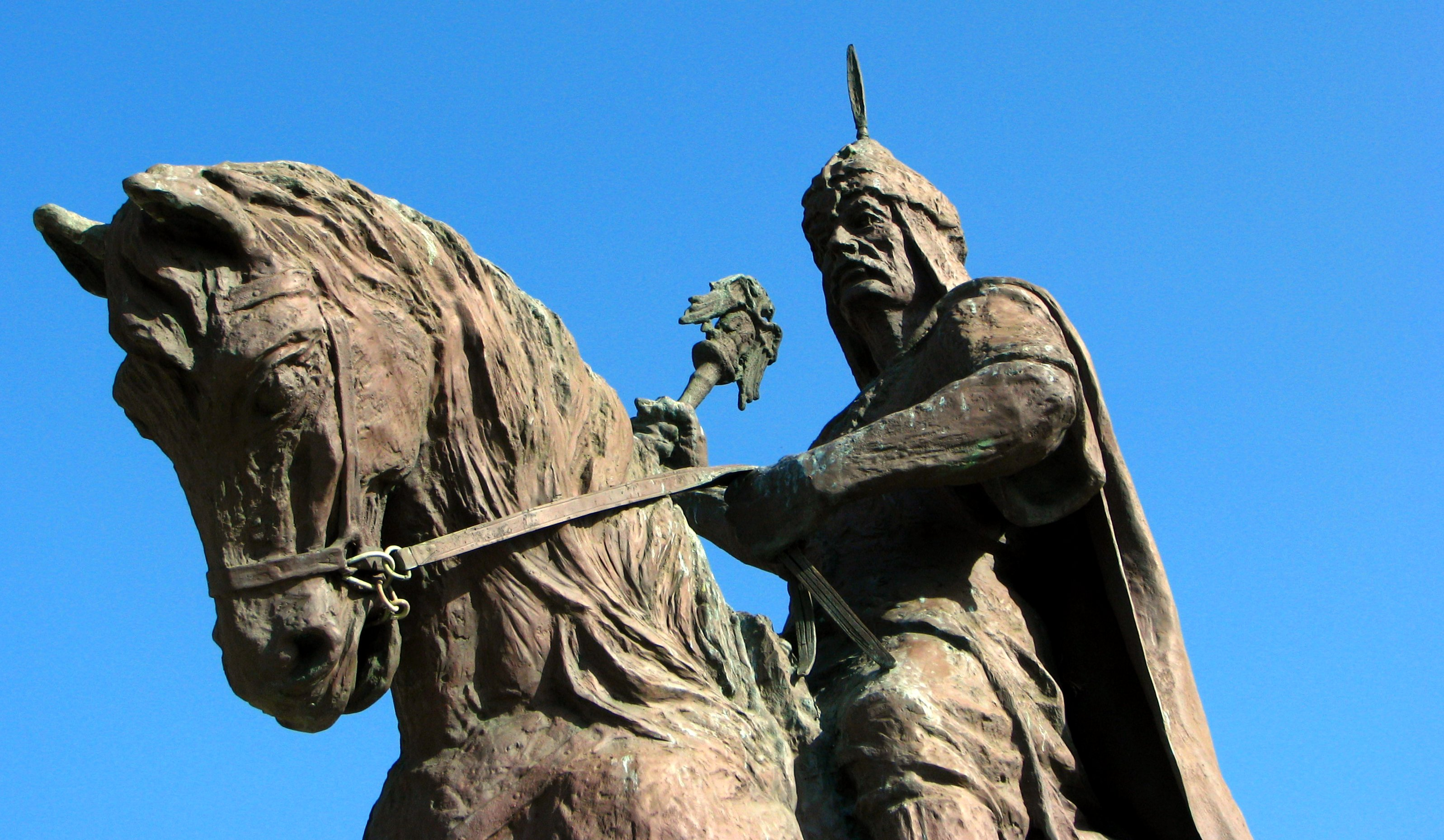
تندیس علاءالدین کیقباد در آلانیا

سلطان‌نشین سلجوقیان روم حکومتی مسلمان و تُرک‌نژاد با فرهنگ تُرکی-ایرانی و از شاخه ترکان اغوز بود که از سال ۱۰۷۷ تا ۱۳۰۸ میلادی، به مدت ۲۳۰ سال در بیشتر بخش‌های آناتولی (ترکیه کنونی) که پس از نبرد مَلازگرد توسط امپراتوری سلجوقی از امپراتوری بیزانس گرفته شده بود حکمرانی می‌کرد.

## برآمدن سلجوقیان
قبایل تُرک از سده پنجم هجری به بعد کوچ‌های گسترده‌ای در آسیای مرکزی انجام دادند که به دنبال آن حکومت قراختاییان در ماوراءالنهر و سلجوقیان در ایران تأسیس شدند. دسته‌ای از این ترکان وارد ایران شدند. بدنهٔ اصلی این گروه تحت رهبری خاندان سلجوق قرار داشت. گروهی دیگر از ترکان از راه دریای سیاه به سوی شبه جزیرهٔ بالکان رهسپار شدند و گروهی هم که تعدادشان بسیار زیاد بود در منطقهٔ جیحون اسکان گزیدند و در همان‌جا ماندگار شدند.

### اهمیت تاریخی سلجوقیان
سلجوقیان چند دهه پس از آنکه آل‌بویه شیعی‌مذهب با اقتدار سیاسی و نظامی خود قدرت سیاسی و مذهبی خلفای عباسی را در بغداد تحت سلطهٔ خود درآورند، در صحنهٔ جهان اسلام ظاهر شدند. در این زمان اگرچه چندی از امارت‌نشین‌های کوچک اعراب در عراق، جزیره و شمال سوریه شیعی‌مذهب بودند، اما خطر اصلی در وجود فاطمیان، خلافت شیعی اسماعیلی شمال آفریقا و مصر و جنوب سوریه و رقیب خلافت عباسی نهفته بود که هنوز حالت نظامی و گسترش‌یابنده و پیش‌رو داشت و پایتخت آن از همان آغاز در قلمرو و شکوه فکری و مادی بر بغداد برتری داشت.
استقرار سلجوقیان ترک‌نژاد در ایران، جزیره و شمال سوریه، سدی در برابر پیشروی بی‌امان سیاسی این تشیع روبه‌رشد ایجاد کرد و پیش از اینکه تشیع بتواند ترکیب‌بندی مذهبی بیشتر نواحی شمالی خاورمیانه، ایران و شرق آناتولی را به نفع خود برهم بزند سلجوقیان توانستند به مدت چهار سده بر این مناطق تسلط بیابند. سلجوقیان، سنی‌مذهب از نوع حنفی بودند و سر آن داشتند که جای قدرت‌های موجود ایران از جمله غزنویان و سلسله‌های شیعی دیلمی شمال و غرب ایران را بگیرند و خلافت عباسی را از زیر فشار آن‌ها برهانند و خود نیز از نتایج پیروزی‌های نظامی و سیاسی بهره‌مند شوند. این نکته که سلاجقه به دنبال این بودند که از نتایج پیروزی‌های سیاسی و نظامی منتفع بشوند در آینده سبب شد تا میان آن‌ها و خلافت تنش و اختلاف جدی شکل گیرد و با اینکه القائم در آغاز از ظهور طغرل‌بیک استقبال کرد، ولی بعدها رابطه بین عباسیان و سلجوقیان بزرگ تیره شد.
خلفا هنگامی که در اواسط قرن هفتم هجری توانستند در مقابل سلجوقیان در حال ضعف و سقوط، استقلال عملی از خود نشان دهند به خود آمدند. با همزیستی ۱۳۰ساله عباسیان و سلجوقیان، شرایط مناسبی برای توسعه و تحول اسلام ایجاد شد و مفهوم «خلیفه ـ امام» در مقام رهبر روحانی و معنوی و مفهوم سلطان (در این مورد سلطان سلجوقی) به عنوان رهبر دنیوی و اجرایی برای شمار زیادی از مسلمانان مطرح شد.
یورش سلجوقیان به سرزمین‌های اسلامی آغاز مهاجرت و حرکت دیرباز و طولانی اقوام آسیای مرکزی به خاورمیانه بود؛ حرکتی که تأثیرات بلندمدت اجتماعی ـ اقتصادی و سیاسی برجای گذاشت. از تأثیرات مضاعف رهبری سیاسی سلجوقیان بزرگ، استقرار و استحکام تسنن به عنوان مذهب برتر و فایق سرزمین‌های اسلامی بود.
استقرار امپراتوری سلجوقی به لحاظ فرهنگی، زبان عربی را در مقام تنها زبان جوامع فرهیخته و ادبی خاورمیانه از صحنه بیرون راند. سلجوقیان با مهاجرت از ماوراءالنهر (که هنوز فرهنگ ایرانی و زبان فارسی بر آن حاکم بود) سرتاسر ایران را مال خود کردند؛ آن‌ها به لحاظ فرهنگی موقعیت و جایگاه بالایی نداشتند، از این‌رو زبان فارسی، زبان دیوانی و فرهنگی آن‌ها در سرزمین‌های ایران و آناتولی شد. فرهنگ فارسی سلجوقیان روم در سطح بالایی قرار داشت و مدت‌ها طول کشید تا زبان ترکی و به‌تدریج در زمینه‌های حکومتی و ادبی به جایگاه آن رسید؛ زبان فارسی در تمدن عثمانی چنان نفوذ کرد و ریشه دواند که تا قرن نوزدهم قدرت و صلابت خود را نگاه داشت.
آناتولی از مهم‌ترین مناطق خاورمیانه بود که سلجوقیان وارد آن شدند و تأثیرات بی‌درنگ و عمیق و گسترده‌ای در آن برجای گذاشتند، طوری‌که آثار عمیق و گستردهٔ سیاسی، مذهبی و فرهنگی آن‌ها هنوز هم محسوس و قابل مشاهده است. در این منطقه (آناتولی) سلطنت سلجوقیان روم با مرکزیت قونیه و سایر امارت‌نشین‌های ترک‌نژاد شمال و شرق آناتولی بر بخش بزرگ مناطق امپراتوری بیزانس و ارمنستان آسیای صغیر تسلط یافت.

### خاستگاه و پیشینهٔ سلجوقیان
سلجوقیان شاخه‌ای از قوم ترک اوغوز بودند. توقوز اوغوز یا «قبایل نه‌گانه اوغوز» بخشی از امپراتوری نخستین گوک‌ترک را در اوایل سدهٔ هشتم میلادی شکل می‌دادند و در کتیبه‌های اورخون، سالنامه‌های سلطنتی این امپراتوری بارها از آن‌ها نام برده شده است. هنگامی که این امپراتوری در سال ۷۴۱ م فروپاشید، سرکردهٔ اوغوزها سرانجام در جناج راست اردوی ترکان غربی به مقام نظامی یبغو دست یافت. اوغوزها از راه استپ‌های سیبری به طرف جنوب غرب تا دریاچهٔ آرال و سرحدات ماوراءالنهر، و از طرف شرق تا ولگا و جنوب روسیه دست به مهاجرت زدند. اوغوزها در اواخر سدهٔ چهارم هجری در سرحدات و حواشی شمالی امارت سامانی ظاهر شدند و از اینجا به بعد حضوری شفاف و روشن در تاریخ اسلام یافتند.
ایل حاکم بر قوم اوغوز ایل قنیق بود و خاندان سلجوق (که ظاهراً از گروه‌های بزرگ اجتماعی نیز به حساب نمی‌آمدند) از ایل قنیق بودند. بعدها که سلجوقیان در ایران صاحب قدرت و شوکت شدند درصدد برآمدند تا به این خانواده پیشینهٔ باشکوهی قائل شوند؛ از این‌رو ابوالعلاءبن حسول (متوفی ۴۵۰ ه‍.ق) دبیر رسمی طغرل‌بیک آن‌ها را به افراسیاب، شاه افسانه‌ای ترکان پیوند داد. طبق شواهد متقن تاریخی، چنین می‌نماید که سرکردهٔ سلجوقیان (با نام سلجوق‌بن دقاق‌بن تمور یلیغ «آهنگین کمان») در سدهٔ چهارم هجری در کنار منصب یبغو، مقام سوباشی یا فرماندهی نظامی را نیز به دست آورده است. سلجوقیان به حکم غلبه و تنگی چراگاه و مرتع با خدم و حشم خود به جند در سفلای سیر دریا رفتند و در اینجا سلجوق درگذشت و خانواده و پیروان او به اسلام گرویدند. دشمنی و خصومت دو تیره ایل قنیق (اوغوز و سلجوق) تا سال ۴۳۳ ه‍.ق ادامه داشت و در این زمان سلجوقیان با پیروزی‌هایی که در خراسان و خوارزم کسب کرده بودند، ملک‌شاه فرزند و جانشین نهایی یبغو علی را از خوارزم راندند.
در این روزگار سلجوقیان و سایر گروه‌های غزان در حواشی خوارزم و ماوراءالنهر به خدمت سامانیان که در این ایام دچار مشکلات زیادی بودند، درآمدند و در نهایت جانشین نهایی آنان در شمال جیحون، قراختاییان و حکام محلی خوارزم که از حواشی استپ به این مناطق و قراقوم (جمهوری ترکستان امروزی) وارد شده بودند، شدند. سرکردگان سلجوقیان در آغاز سه فرزند سلجوق، موسی، میکائیل و ارسلان (و احتمالاً چهارمین فرزند او یوسف) بودند و از نسل بعد دو فرزند میکائیل، طغرل‌بیک محمد و چغری‌بیک داود رهبری آن‌ها را بر عهده گرفتند.
در سال ۴۲۶ ه‍.ق مسعود غزنوی از سلجوقیان و پیروان آنها، مناطق نسا، فراوه، سرخس و چراگاه‌های حاشیه شمالی خراسان را درخواست کرد. سلجوقیان در چند سال بعد به خراسان رخنه کردند و به طرف غرب تا شمال ایران هجوم آوردند و جنگجویان سبک‌سلاح و چابک آن‌ها در مقابل سپاه مجهز ولی کم‌تحرک غزنوی به پیروزی رسیدند و پس از شکست دادن مسعود غزنوی در دندانقان در سال ۴۳۱ ه‍.ق توانستند خراسان را به دست بیاورند و سپس نواحی دیگر ایران را مال خود کنند.
طغرل هنگامی که برای نخستین بار و به‌طور موقت نیشاپور را در دست گرفت (۴۲۹ ه‍.ق) راه استقلال در پیش گرفت و خطبه به نام خود خواند (گرچه شاید در کنار نام سلطان مسعود غزنوی) و لقب سلطان معظم را به خود داد و این عنوان سرانجام روی سکه‌های او نقش بست.
پس از مرگ طغرل در سال ۴۵۵ ه‍.ق آلپ ارسلان رهبری امپراتوری سلجوقی را در درست گرفت. تمامی حاکمان بعدی سلجوقیان بزرگ و حاکمان سلجوقی عراقی و غرب ایران از بازماندگان آلپ ارسلان هستند. پس از آلپ ارسلان و ملکشاه که جانشین او شد بر سر مسئلهٔ جانشینی صحبت‌های زیادی به میان آمد. پیشتر در زمان سلطنت طغرل، ابراهیم ینال و دو تن از برادرزادگان وی علیه طغرل شوریدند (۴۵۱ ه‍.ق) ولی شورش آن‌ها ناکام ماند. هنگامی که آلپ ارسلان به قدرت رسید (۴۵۵ ه‍.ق) عمویش، قلتمش، در ساوه شورش کرد (۴۵۶ه‍.ق) و مسئلهٔ ارشدیت خانوادگی را پیش کشید. هنگامی که ملکشاه در سال ۴۶۵ ه‍.ق به جای پدر نشست عموی او، قاورد، شورش کرد ولی با دخالت نظام‌الملک به قتل رسید. آلپ ارسلان به منظور جبران داعیه سلطنت قلتمش، فرزند او، اسماعیل، را به همراهی ترکمانانی که احتمال سرپیچی از آن‌ها می‌رفت و از تمرکز قدرت نیز چندان راضی نبودند به طرف غرب و درون سرزمین‌های آناتولی فرستاد و ورود آن‌ها به این سرزمین موجبات گسترش سلجوقیان و پیروزی آن‌ها را بر بیزانسی‌ها در سال ۴۶۳ ه‍.ق در نبرد ملازگرد فراهم ساخت. از همین اقدام بود که بعدها سلطنت سلجوقیان روم در قونیه شکل گرفت.

### نخستین ارتباط‌های ترکان با عالم اسلام
ترکان سلجوقی که یکی از دوران‌های بسیار مهم تاریخ ایران را به خود اختصاص داده‌اند، در روزگاری ظهور کردند که خلافت عباسی رو به سستی می‌رفت، زیرا حکومت یکپارچهٔ آن‌ها به دولت‌های بسیاری بخش شده بود. سلاجقه به زودی داری چنان قدرتی شدند که توانستند در جریانات منطقه مداخله کنند. آن‌ها در بیشتر موارد به عنوان هم‌پیمان سامانیان ضد دشمنان آن‌ها وارد جنگ با آن‌ها می‌شدند.
از سدهٔ پنجم هجری به این‌سو شمار دودمان‌های ترک که در عالم اسلام به حکومت می‌رسیدند رو به افزایش می‌رفت، به‌طوری‌که در سرزمین‌های دوردستی نظیر الجزایر و بنگال فرمانروایانی بودند که اصلیت ترکی داشتند. در عصر بویهیان دیلمی، در مالکیت و بهره‌برداری از زمین در ایران دگرگونی‌های بسیاری به وجود آمده بود؛ اما ظهور سلجوقیان دگرگونی‌های بیشتری را به بار آورد. در جمعیت موجود ایران، رقم صحراگردانی که از دشت‌ها می‌آمدند، زیاد نبود و ترکان سلجوقی مدت‌ها در میان دشمن بالقوه که اکثریت غیرترک بودند، گروه کوچکی را تشکیل می‌دادند تا اینکه عالی‌ترین قدرت سیاسی به دست آن‌ها افتاد و همان‌گونه که پیش از این اشاره شد آن‌ها تأثیر به سزایی در معادلات سیاسی و اجتماعی جهان اسلام به دنبال داشتند.

## جغرافیای تاریخی آسیای صغیر
آسیای صغیر (شبه جزیرهٔ آناتولی) شبه جزیرهٔ بسیار پهناوریست که از سوی شمال به دریای سیاه و تنگه بسفر (بوسفور) و دریای مرمره و تنگهٔ داردانل، از جانب مغرب به دریای اژه و بخشی از دریای مدیترانه، از سوی جنوب به دریای مدیترانهٔ شرقی و سوریه و عراق، از شرق به ایران، و از شمال شرقی به ارمنستان و گرجستان محدود است. امروزه همهٔ آسیای صغیر جزء بخش آسیایی خاک ترکیه به حساب می‌آید.
وسعت سرزمینی که سلاجقهٔ روم بر آن حکومت می‌کردند در زمان‌های مختلف تغییر پیدا می‌کرد و با زیاد و کم شدن قدرت امپراتوری روم شرقی و پیشرفت دولت ارمنستان صغیر مسیحی و اوضاع کشورهای مسلمان‌نشین مجاور که برخی به دست صلیبیون مغلوب شدند و فرمان‌روایی رعایای مسلمانان آن نواحی به دست رومیان افتاد ارتباط داشت. اسامی بلاد مهمی که در سال ۵۸۷ ه‍.ق در زیر فرمان‌روایی سلاجقهٔ روم بود از ترتیبی که قلیچ ارسلان دوم کشور خود را بین یازده نفر پسران خود در آن تقسیم کرد به دست می‌آید. قونیه پایتخت کل مملکت بود و قیصریه شهر دوم آن مملکت محسوب می‌شد و ملطیه مهم‌ترین ولایت شرقی در ساحل فرات بود.

## شجره نامه سلجوقی
|  |  |            |            |            |            |                   |                   |                   |                   |                   |                   |                 |                 |                 |                 |                 |                 |                 |                 |            |            |            |            |            |            |  |  |           |           |            |            |            |            |            |            | دقاق تیمور یالیغ |            |            |            |           |           |           |           |                 |                 |                 |                 |                 |                 |            |            |                  |                  |                  |                  |                  |                  |               |               |               |               |              |              |         |         |  |  |  |  |  |  |  |  |  |  |  |  |  |  |  |  |  |  |  |  |  |  |  |  |  |  |  |  |  |  |  |  |  |  |  |  |  |  |
|  |  |            |            |            |            |                   |                   |                   |                   |                   |                   |                 |                 |                 |                 |                 |                 |                 |                 |            |            |            |            |            |            |  |  |           |           |            |            |            |            |            |            |                  |            |            |            |           |           |           |           |                 |                 |                 |                 |                 |                 |            |            |                  |                  |                  |                  |                  |                  |               |               |               |               |              |              |         |         |  |  |  |  |  |  |  |  |  |  |  |  |  |  |  |  |  |  |  |  |  |  |  |  |  |  |  |  |  |  |  |  |  |  |  |  |  |  |
|  |  |            |            |            |            |                   |                   |                   |                   |                   |                   |                 |                 |                 |                 |                 |                 |                 |                 |            |            |            |            |            |            |  |  |           |           |            |            |            |            |            |            | سلجوق بیگ        |            |            |            |           |           |           |           |                 |                 |                 |                 |                 |                 |            |            |                  |                  |                  |                  |                  |                  |               |               |               |               |              |              |         |         |  |  |  |  |  |  |  |  |  |  |  |  |  |  |  |  |  |  |  |  |  |  |  |  |  |  |  |  |  |  |  |  |  |  |  |  |  |  |
|  |  |            |            |            |            |                   |                   |                   |                   |                   |                   |                 |                 |                 |                 |                 |                 |                 |                 |            |            |            |            |            |            |  |  |           |           |            |            |            |            |            |            |                  |            |            |            |           |           |           |           |                 |                 |                 |                 |                 |                 |            |            |                  |                  |                  |                  |                  |                  |               |               |               |               |              |              |         |         |  |  |  |  |  |  |  |  |  |  |  |  |  |  |  |  |  |  |  |  |  |  |  |  |  |  |  |  |  |  |  |  |  |  |  |  |  |  |
|  |  |            |            |            |            |                   |                   |                   |                   |                   |                   |                 |                 |                 |                 |                 |                 |                 |                 |            |            |            |            |            |            |  |  |           |           |            |            |            |            |            |            |                  |            |            |            |           |           |           |           |                 |                 |                 |                 |                 |                 |            |            |                  |                  |                  |                  |                  |                  |               |               |               |               |              |              |         |         |  |  |  |  |  |  |  |  |  |  |  |  |  |  |  |  |  |  |  |  |  |  |  |  |  |  |  |  |  |  |  |  |  |  |  |  |  |  |
|  |  |            |            |            |            |                   |                   |                   |                   |                   |                   |                 |                 | ارسلان اسرائیل  | ارسلان اسرائیل  | ارسلان اسرائیل  | ارسلان اسرائیل  | ارسلان اسرائیل  | ارسلان اسرائیل  |            |            |            |            |            |            |  |  |           |           |            |            |            |            |            |            |                  |            |            |            | میکائیل   | میکائیل   | میکائیل   | میکائیل   | میکائیل         | میکائیل         |                 |                 |                 |                 |            |            | موسی             | موسی             | موسی             | موسی             | موسی             | موسی             |               |               |               |               |              |              |         |         |  |  |  |  |  |  |  |  |  |  |  |  |  |  |  |  |  |  |  |  |  |  |  |  |  |  |  |  |  |  |  |  |  |  |  |  |  |  |
|  |  |            |            |            |            |                   |                   |                   |                   |                   |                   |                 |                 | ارسلان اسرائیل  | ارسلان اسرائیل  | ارسلان اسرائیل  | ارسلان اسرائیل  | ارسلان اسرائیل  | ارسلان اسرائیل  |            |            |            |            |            |            |  |  |           |           |            |            |            |            |            |            |                  |            |            |            | میکائیل   | میکائیل   | میکائیل   | میکائیل   | میکائیل         | میکائیل         |                 |                 |                 |                 |            |            | موسی             | موسی             | موسی             | موسی             | موسی             | موسی             |               |               |               |               |              |              |         |         |  |  |  |  |  |  |  |  |  |  |  |  |  |  |  |  |  |  |  |  |  |  |  |  |  |  |  |  |  |  |  |  |  |  |  |  |  |  |
|  |  |            |            |            |            |                   |                   |                   |                   |                   |                   |                 |                 |                 |                 |                 |                 |                 |                 |            |            |            |            |            |            |  |  |           |           |            |            |            |            |            |            |                  |            |            |            |           |           |           |           |                 |                 |                 |                 |                 |                 |            |            |                  |                  |                  |                  |                  |                  |               |               |               |               |              |              |         |         |  |  |  |  |  |  |  |  |  |  |  |  |  |  |  |  |  |  |  |  |  |  |  |  |  |  |  |  |  |  |  |  |  |  |  |  |  |  |
|  |  |            |            |            |            |                   |                   |                   |                   |                   |                   |                 |                 | قتلمش           | قتلمش           | قتلمش           | قتلمش           | قتلمش           | قتلمش           |            |            |            |            |            |            |  |  |           |           |            |            |            |            |            |            | چغری بیگ         | چغری بیگ   | چغری بیگ   | چغری بیگ   | چغری بیگ  | چغری بیگ  |           |           |                 |                 |                 |                 | طغرل یکم        | طغرل یکم        | طغرل یکم   | طغرل یکم   | طغرل یکم         | طغرل یکم         |                  |                  |                  |                  | ابراهیم ینال  | ابراهیم ینال  | ابراهیم ینال  | ابراهیم ینال  | ابراهیم ینال | ابراهیم ینال |         |         |  |  |  |  |  |  |  |  |  |  |  |  |  |  |  |  |  |  |  |  |  |  |  |  |  |  |  |  |  |  |  |  |  |  |  |  |  |  |
|  |  |            |            |            |            |                   |                   |                   |                   |                   |                   |                 |                 | قتلمش           | قتلمش           | قتلمش           | قتلمش           | قتلمش           | قتلمش           |            |            |            |            |            |            |  |  |           |           |            |            |            |            |            |            | چغری بیگ         | چغری بیگ   | چغری بیگ   | چغری بیگ   | چغری بیگ  | چغری بیگ  |           |           |                 |                 |                 |                 | طغرل یکم        | طغرل یکم        | طغرل یکم   | طغرل یکم   | طغرل یکم         | طغرل یکم         |                  |                  |                  |                  | ابراهیم ینال  | ابراهیم ینال  | ابراهیم ینال  | ابراهیم ینال  | ابراهیم ینال | ابراهیم ینال |         |         |  |  |  |  |  |  |  |  |  |  |  |  |  |  |  |  |  |  |  |  |  |  |  |  |  |  |  |  |  |  |  |  |  |  |  |  |  |  |
|  |  |            |            |            |            |                   |                   |                   |                   |                   |                   |                 |                 |                 |                 |                 |                 |                 |                 |            |            |            |            |            |            |  |  |           |           |            |            |            |            |            |            |                  |            |            |            |           |           |           |           |                 |                 |                 |                 |                 |                 |            |            |                  |                  |                  |                  |                  |                  |               |               |               |               |              |              |         |         |  |  |  |  |  |  |  |  |  |  |  |  |  |  |  |  |  |  |  |  |  |  |  |  |  |  |  |  |  |  |  |  |  |  |  |  |  |  |
|  |  |            |            |            |            |                   |                   |                   |                   |                   |                   |                 |                 |                 |                 |                 |                 |                 |                 |            |            |            |            |            |            |  |  |           |           |            |            |            |            |            |            |                  |            |            |            |           |           |           |           |                 |                 |                 |                 |                 |                 |            |            |                  |                  |                  |                  |                  |                  |               |               |               |               |              |              |         |         |  |  |  |  |  |  |  |  |  |  |  |  |  |  |  |  |  |  |  |  |  |  |  |  |  |  |  |  |  |  |  |  |  |  |  |  |  |  |
|  |  |            |            |            |            |                   |                   |                   |                   | سلیمان یکم        | سلیمان یکم        | سلیمان یکم      | سلیمان یکم      | سلیمان یکم      | سلیمان یکم      |                 |                 | منصور           | منصور           | منصور      | منصور      | منصور      | منصور      |            |            |  |  |           |           |            |            |            |            | آلپ ارسلان | آلپ ارسلان | آلپ ارسلان       | آلپ ارسلان | آلپ ارسلان | آلپ ارسلان |           |           |           |           | سلیمان          | سلیمان          | سلیمان          | سلیمان          | سلیمان          | سلیمان          |            |            | قرا ارسلان قاورد | قرا ارسلان قاورد | قرا ارسلان قاورد | قرا ارسلان قاورد | قرا ارسلان قاورد | قرا ارسلان قاورد |               |               |               |               |              |              |         |         |  |  |  |  |  |  |  |  |  |  |  |  |  |  |  |  |  |  |  |  |  |  |  |  |  |  |  |  |  |  |  |  |  |  |  |  |  |  |
|  |  |            |            |            |            |                   |                   |                   |                   | سلیمان یکم        | سلیمان یکم        | سلیمان یکم      | سلیمان یکم      | سلیمان یکم      | سلیمان یکم      |                 |                 | منصور           | منصور           | منصور      | منصور      | منصور      | منصور      |            |            |  |  |           |           |            |            |            |            | آلپ ارسلان | آلپ ارسلان | آلپ ارسلان       | آلپ ارسلان | آلپ ارسلان | آلپ ارسلان |           |           |           |           | سلیمان          | سلیمان          | سلیمان          | سلیمان          | سلیمان          | سلیمان          |            |            | قرا ارسلان قاورد | قرا ارسلان قاورد | قرا ارسلان قاورد | قرا ارسلان قاورد | قرا ارسلان قاورد | قرا ارسلان قاورد |               |               |               |               |              |              |         |         |  |  |  |  |  |  |  |  |  |  |  |  |  |  |  |  |  |  |  |  |  |  |  |  |  |  |  |  |  |  |  |  |  |  |  |  |  |  |
|  |  |            |            |            |            |                   |                   |                   |                   |                   |                   |                 |                 |                 |                 |                 |                 |                 |                 |            |            |            |            |            |            |  |  |           |           |            |            |            |            |            |            |                  |            |            |            |           |           |           |           |                 |                 |                 |                 |                 |                 |            |            |                  |                  |                  |                  |                  |                  |               |               |               |               |              |              |         |         |  |  |  |  |  |  |  |  |  |  |  |  |  |  |  |  |  |  |  |  |  |  |  |  |  |  |  |  |  |  |  |  |  |  |  |  |  |  |
|  |  |            |            |            |            |                   |                   |                   |                   | قلیچ ارسلان یکم   | قلیچ ارسلان یکم   | قلیچ ارسلان یکم | قلیچ ارسلان یکم | قلیچ ارسلان یکم | قلیچ ارسلان یکم |                 |                 |                 |                 |            |            |            |            |            |            |  |  |           |           | ملکشاه یکم | ملکشاه یکم | ملکشاه یکم | ملکشاه یکم | ملکشاه یکم | ملکشاه یکم |                  |            |            |            | تتش       | تتش       | تتش       | تتش       | تتش             | تتش             |                 |                 | تکش             | تکش             | تکش        | تکش        | تکش              | تکش              |                  |                  | ارسلان ارغوان    | ارسلان ارغوان    | ارسلان ارغوان | ارسلان ارغوان | ارسلان ارغوان | ارسلان ارغوان |              |              |         |         |  |  |  |  |  |  |  |  |  |  |  |  |  |  |  |  |  |  |  |  |  |  |  |  |  |  |  |  |  |  |  |  |  |  |  |  |  |  |
|  |  |            |            |            |            |                   |                   |                   |                   | قلیچ ارسلان یکم   | قلیچ ارسلان یکم   | قلیچ ارسلان یکم | قلیچ ارسلان یکم | قلیچ ارسلان یکم | قلیچ ارسلان یکم |                 |                 |                 |                 |            |            |            |            |            |            |  |  |           |           | ملکشاه یکم | ملکشاه یکم | ملکشاه یکم | ملکشاه یکم | ملکشاه یکم | ملکشاه یکم |                  |            |            |            | تتش       | تتش       | تتش       | تتش       | تتش             | تتش             |                 |                 | تکش             | تکش             | تکش        | تکش        | تکش              | تکش              |                  |                  | ارسلان ارغوان    | ارسلان ارغوان    | ارسلان ارغوان | ارسلان ارغوان | ارسلان ارغوان | ارسلان ارغوان |              |              |         |         |  |  |  |  |  |  |  |  |  |  |  |  |  |  |  |  |  |  |  |  |  |  |  |  |  |  |  |  |  |  |  |  |  |  |  |  |  |  |
|  |  |            |            |            |            |                   |                   |                   |                   |                   |                   |                 |                 |                 |                 |                 |                 |                 |                 |            |            |            |            |            |            |  |  |           |           |            |            |            |            |            |            |                  |            |            |            |           |           |           |           |                 |                 |                 |                 |                 |                 |            |            |                  |                  |                  |                  |                  |                  |               |               |               |               |              |              |         |         |  |  |  |  |  |  |  |  |  |  |  |  |  |  |  |  |  |  |  |  |  |  |  |  |  |  |  |  |  |  |  |  |  |  |  |  |  |  |
|  |  |            |            |            |            |                   |                   |                   |                   | مسعود یکم         | مسعود یکم         | مسعود یکم       | مسعود یکم       | مسعود یکم       | مسعود یکم       |                 |                 |                 |                 | ملکشاه دوم | ملکشاه دوم | ملکشاه دوم | ملکشاه دوم | ملکشاه دوم | ملکشاه دوم |  |  | محمود یکم | محمود یکم | محمود یکم  | محمود یکم  | محمود یکم  | محمود یکم  |            |            | احمد سنجر        | احمد سنجر  | احمد سنجر  | احمد سنجر  | احمد سنجر | احمد سنجر |           |           | محمد یکم سلجوقی | محمد یکم سلجوقی | محمد یکم سلجوقی | محمد یکم سلجوقی | محمد یکم سلجوقی | محمد یکم سلجوقی |            |            | داود             | داود             | داود             | داود             | داود             | داود             |               |               | برکیارق       | برکیارق       | برکیارق      | برکیارق      | برکیارق | برکیارق |  |  |  |  |  |  |  |  |  |  |  |  |  |  |  |  |  |  |  |  |  |  |  |  |  |  |  |  |  |  |  |  |  |  |  |  |  |  |
|  |  |            |            |            |            |                   |                   |                   |                   | مسعود یکم         | مسعود یکم         | مسعود یکم       | مسعود یکم       | مسعود یکم       | مسعود یکم       |                 |                 |                 |                 | ملکشاه دوم | ملکشاه دوم | ملکشاه دوم | ملکشاه دوم | ملکشاه دوم | ملکشاه دوم |  |  | محمود یکم | محمود یکم | محمود یکم  | محمود یکم  | محمود یکم  | محمود یکم  |            |            | احمد سنجر        | احمد سنجر  | احمد سنجر  | احمد سنجر  | احمد سنجر | احمد سنجر |           |           | محمد یکم سلجوقی | محمد یکم سلجوقی | محمد یکم سلجوقی | محمد یکم سلجوقی | محمد یکم سلجوقی | محمد یکم سلجوقی |            |            | داود             | داود             | داود             | داود             | داود             | داود             |               |               | برکیارق       | برکیارق       | برکیارق      | برکیارق      | برکیارق | برکیارق |  |  |  |  |  |  |  |  |  |  |  |  |  |  |  |  |  |  |  |  |  |  |  |  |  |  |  |  |  |  |  |  |  |  |  |  |  |  |
|  |  |            |            |            |            |                   |                   |                   |                   |                   |                   |                 |                 |                 |                 |                 |                 |                 |                 |            |            |            |            |            |            |  |  |           |           |            |            |            |            |            |            |                  |            |            |            |           |           |           |           |                 |                 |                 |                 |                 |                 |            |            |                  |                  |                  |                  |                  |                  |               |               |               |               |              |              |         |         |  |  |  |  |  |  |  |  |  |  |  |  |  |  |  |  |  |  |  |  |  |  |  |  |  |  |  |  |  |  |  |  |  |  |  |  |  |  |
|  |  |            |            |            |            |                   |                   |                   |                   | قلیچ ارسلان دوم   | قلیچ ارسلان دوم   | قلیچ ارسلان دوم | قلیچ ارسلان دوم | قلیچ ارسلان دوم | قلیچ ارسلان دوم |                 |                 |                 |                 |            |            |            |            |            |            |  |  |           |           | طغرل دوم   | طغرل دوم   | طغرل دوم   | طغرل دوم   | طغرل دوم   | طغرل دوم   |                  |            | محمود دوم  | محمود دوم  | محمود دوم | محمود دوم | محمود دوم | محمود دوم |                 |                 | سلیمان‌شاه       | سلیمان‌شاه       | سلیمان‌شاه       | سلیمان‌شاه       | سلیمان‌شاه  | سلیمان‌شاه  |                  |                  | مسعود            | مسعود            | مسعود            | مسعود            | مسعود         | مسعود         |               |               |              |              |         |         |  |  |  |  |  |  |  |  |  |  |  |  |  |  |  |  |  |  |  |  |  |  |  |  |  |  |  |  |  |  |  |  |  |  |  |  |  |  |
|  |  |            |            |            |            |                   |                   |                   |                   | قلیچ ارسلان دوم   | قلیچ ارسلان دوم   | قلیچ ارسلان دوم | قلیچ ارسلان دوم | قلیچ ارسلان دوم | قلیچ ارسلان دوم |                 |                 |                 |                 |            |            |            |            |            |            |  |  |           |           | طغرل دوم   | طغرل دوم   | طغرل دوم   | طغرل دوم   | طغرل دوم   | طغرل دوم   |                  |            | محمود دوم  | محمود دوم  | محمود دوم | محمود دوم | محمود دوم | محمود دوم |                 |                 | سلیمان‌شاه       | سلیمان‌شاه       | سلیمان‌شاه       | سلیمان‌شاه       | سلیمان‌شاه  | سلیمان‌شاه  |                  |                  | مسعود            | مسعود            | مسعود            | مسعود            | مسعود         | مسعود         |               |               |              |              |         |         |  |  |  |  |  |  |  |  |  |  |  |  |  |  |  |  |  |  |  |  |  |  |  |  |  |  |  |  |  |  |  |  |  |  |  |  |  |  |
|  |  |            |            |            |            |                   |                   |                   |                   |                   |                   |                 |                 |                 |                 |                 |                 |                 |                 |            |            |            |            |            |            |  |  |           |           |            |            |            |            |            |            |                  |            |            |            |           |           |           |           |                 |                 |                 |                 |                 |                 |            |            |                  |                  |                  |                  |                  |                  |               |               |               |               |              |              |         |         |  |  |  |  |  |  |  |  |  |  |  |  |  |  |  |  |  |  |  |  |  |  |  |  |  |  |  |  |  |  |  |  |  |  |  |  |  |  |
|  |  |            |            |            |            | کیخسرو یکم        | کیخسرو یکم        | کیخسرو یکم        | کیخسرو یکم        | کیخسرو یکم        | کیخسرو یکم        |                 |                 | سلیمان دوم      | سلیمان دوم      | سلیمان دوم      | سلیمان دوم      | سلیمان دوم      | سلیمان دوم      |            |            |            |            |            |            |  |  |           |           | محمد دوم   | محمد دوم   | محمد دوم   | محمد دوم   | محمد دوم   | محمد دوم   |                  |            | داود       | داود       | داود      | داود      | داود      | داود      |                 |                 | ملکشاه سوم      | ملکشاه سوم      | ملکشاه سوم      | ملکشاه سوم      | ملکشاه سوم | ملکشاه سوم |                  |                  |                  |                  |                  |                  |               |               |               |               |              |              |         |         |  |  |  |  |  |  |  |  |  |  |  |  |  |  |  |  |  |  |  |  |  |  |  |  |  |  |  |  |  |  |  |  |  |  |  |  |  |  |
|  |  |            |            |            |            | کیخسرو یکم        | کیخسرو یکم        | کیخسرو یکم        | کیخسرو یکم        | کیخسرو یکم        | کیخسرو یکم        |                 |                 | سلیمان دوم      | سلیمان دوم      | سلیمان دوم      | سلیمان دوم      | سلیمان دوم      | سلیمان دوم      |            |            |            |            |            |            |  |  |           |           | محمد دوم   | محمد دوم   | محمد دوم   | محمد دوم   | محمد دوم   | محمد دوم   |                  |            | داود       | داود       | داود      | داود      | داود      | داود      |                 |                 | ملکشاه سوم      | ملکشاه سوم      | ملکشاه سوم      | ملکشاه سوم      | ملکشاه سوم | ملکشاه سوم |                  |                  |                  |                  |                  |                  |               |               |               |               |              |              |         |         |  |  |  |  |  |  |  |  |  |  |  |  |  |  |  |  |  |  |  |  |  |  |  |  |  |  |  |  |  |  |  |  |  |  |  |  |  |  |
|  |  |            |            |            |            | کیکاوس یکم        | کیکاوس یکم        | کیکاوس یکم        | کیکاوس یکم        | کیکاوس یکم        | کیکاوس یکم        |                 |                 | قلیچ ارسلان سوم | قلیچ ارسلان سوم | قلیچ ارسلان سوم | قلیچ ارسلان سوم | قلیچ ارسلان سوم | قلیچ ارسلان سوم |            |            |            |            |            |            |  |  |           |           |            |            |            |            |            |            |                  |            |            |            |           |           |           |           |                 |                 |                 |                 |                 |                 |            |            |                  |                  |                  |                  |                  |                  |               |               |               |               |              |              |         |         |  |  |  |  |  |  |  |  |  |  |  |  |  |  |  |  |  |  |  |  |  |  |  |  |  |  |  |  |  |  |  |  |  |  |  |  |  |  |
|  |  |            |            |            |            | کیکاوس یکم        | کیکاوس یکم        | کیکاوس یکم        | کیکاوس یکم        | کیکاوس یکم        | کیکاوس یکم        |                 |                 | قلیچ ارسلان سوم | قلیچ ارسلان سوم | قلیچ ارسلان سوم | قلیچ ارسلان سوم | قلیچ ارسلان سوم | قلیچ ارسلان سوم |            |            |            |            |            |            |  |  |           |           |            |            |            |            |            |            |                  |            |            |            |           |           |           |           |                 |                 |                 |                 |                 |                 |            |            |                  |                  |                  |                  |                  |                  |               |               |               |               |              |              |         |         |  |  |  |  |  |  |  |  |  |  |  |  |  |  |  |  |  |  |  |  |  |  |  |  |  |  |  |  |  |  |  |  |  |  |  |  |  |  |
|  |  |            |            |            |            | کیقباد یکم        |                   |                   |                   |                   |                   |                 |                 |                 |                 |                 |                 |                 |                 |            |            |            |            |            |            |  |  |           |           |            |            |            |            |            |            |                  |            |            |            |           |           |           |           |                 |                 |                 |                 |                 |                 |            |            |                  |                  |                  |                  |                  |                  |               |               |               |               |              |              |         |         |  |  |  |  |  |  |  |  |  |  |  |  |  |  |  |  |  |  |  |  |  |  |  |  |  |  |  |  |  |  |  |  |  |  |  |  |  |  |
|  |  |            |            |            |            |                   |                   |                   |                   |                   |                   |                 |                 |                 |                 |                 |                 |                 |                 |            |            |            |            |            |            |  |  |           |           |            |            |            |            |            |            |                  |            |            |            |           |           |           |           |                 |                 |                 |                 |                 |                 |            |            |                  |                  |                  |                  |                  |                  |               |               |               |               |              |              |         |         |  |  |  |  |  |  |  |  |  |  |  |  |  |  |  |  |  |  |  |  |  |  |  |  |  |  |  |  |  |  |  |  |  |  |  |  |  |  |
|  |  |            |            |            |            | کیخسرو دوم        |                   |                   |                   |                   |                   |                 |                 |                 |                 |                 |                 |                 |                 |            |            |            |            |            |            |  |  |           |           |            |            |            |            |            |            |                  |            |            |            |           |           |           |           |                 |                 |                 |                 |                 |                 |            |            |                  |                  |                  |                  |                  |                  |               |               |               |               |              |              |         |         |  |  |  |  |  |  |  |  |  |  |  |  |  |  |  |  |  |  |  |  |  |  |  |  |  |  |  |  |  |  |  |  |  |  |  |  |  |  |
|  |  |            |            |            |            |                   |                   |                   |                   |                   |                   |                 |                 |                 |                 |                 |                 |                 |                 |            |            |            |            |            |            |  |  |           |           |            |            |            |            |            |            |                  |            |            |            |           |           |           |           |                 |                 |                 |                 |                 |                 |            |            |                  |                  |                  |                  |                  |                  |               |               |               |               |              |              |         |         |  |  |  |  |  |  |  |  |  |  |  |  |  |  |  |  |  |  |  |  |  |  |  |  |  |  |  |  |  |  |  |  |  |  |  |  |  |  |
|  |  |            |            |            |            |                   |                   |                   |                   |                   |                   |                 |                 |                 |                 |                 |                 |                 |                 |            |            |            |            |            |            |  |  |           |           |            |            |            |            |            |            |                  |            |            |            |           |           |           |           |                 |                 |                 |                 |                 |                 |            |            |                  |                  |                  |                  |                  |                  |               |               |               |               |              |              |         |         |  |  |  |  |  |  |  |  |  |  |  |  |  |  |  |  |  |  |  |  |  |  |  |  |  |  |  |  |  |  |  |  |  |  |  |  |  |  |
|  |  | کیقباد دوم | کیقباد دوم | کیقباد دوم | کیقباد دوم | کیقباد دوم        | کیقباد دوم        |                   |                   | کیکاوس دوم        | کیکاوس دوم        | کیکاوس دوم      | کیکاوس دوم      | کیکاوس دوم      | کیکاوس دوم      |                 |                 |                 |                 | کیقباد سوم | کیقباد سوم | کیقباد سوم | کیقباد سوم | کیقباد سوم | کیقباد سوم |  |  |           |           |            |            |            |            |            |            |                  |            |            |            |           |           |           |           |                 |                 |                 |                 |                 |                 |            |            |                  |                  |                  |                  |                  |                  |               |               |               |               |              |              |         |         |  |  |  |  |  |  |  |  |  |  |  |  |  |  |  |  |  |  |  |  |  |  |  |  |  |  |  |  |  |  |  |  |  |  |  |  |  |  |
|  |  | کیقباد دوم | کیقباد دوم | کیقباد دوم | کیقباد دوم | کیقباد دوم        | کیقباد دوم        |                   |                   | کیکاوس دوم        | کیکاوس دوم        | کیکاوس دوم      | کیکاوس دوم      | کیکاوس دوم      | کیکاوس دوم      |                 |                 |                 |                 | کیقباد سوم | کیقباد سوم | کیقباد سوم | کیقباد سوم | کیقباد سوم | کیقباد سوم |  |  |           |           |            |            |            |            |            |            |                  |            |            |            |           |           |           |           |                 |                 |                 |                 |                 |                 |            |            |                  |                  |                  |                  |                  |                  |               |               |               |               |              |              |         |         |  |  |  |  |  |  |  |  |  |  |  |  |  |  |  |  |  |  |  |  |  |  |  |  |  |  |  |  |  |  |  |  |  |  |  |  |  |  |
|  |  |            |            |            |            |                   |                   |                   |                   |                   |                   |                 |                 |                 |                 |                 |                 |                 |                 |            |            |            |            |            |            |  |  |           |           |            |            |            |            |            |            |                  |            |            |            |           |           |           |           |                 |                 |                 |                 |                 |                 |            |            |                  |                  |                  |                  |                  |                  |               |               |               |               |              |              |         |         |  |  |  |  |  |  |  |  |  |  |  |  |  |  |  |  |  |  |  |  |  |  |  |  |  |  |  |  |  |  |  |  |  |  |  |  |  |  |
|  |  |            |            |            |            |                   |                   |                   |                   |                   |                   |                 |                 |                 |                 |                 |                 |                 |                 |            |            |            |            |            |            |  |  |           |           |            |            |            |            |            |            |                  |            |            |            |           |           |           |           |                 |                 |                 |                 |                 |                 |            |            |                  |                  |                  |                  |                  |                  |               |               |               |               |              |              |         |         |  |  |  |  |  |  |  |  |  |  |  |  |  |  |  |  |  |  |  |  |  |  |  |  |  |  |  |  |  |  |  |  |  |  |  |  |  |  |
|  |  |            |            |            |            | قلیچ ارسلان چهارم | قلیچ ارسلان چهارم | قلیچ ارسلان چهارم | قلیچ ارسلان چهارم | قلیچ ارسلان چهارم | قلیچ ارسلان چهارم |                 |                 | مسعود دوم       | مسعود دوم       | مسعود دوم       | مسعود دوم       | مسعود دوم       | مسعود دوم       |            |            |            |            |            |            |  |  |           |           |            |            |            |            |            |            |                  |            |            |            |           |           |           |           |                 |                 |                 |                 |                 |                 |            |            |                  |                  |                  |                  |                  |                  |               |               |               |               |              |              |         |         |  |  |  |  |  |  |  |  |  |  |  |  |  |  |  |  |  |  |  |  |  |  |  |  |  |  |  |  |  |  |  |  |  |  |  |  |  |  |
|  |  |            |            |            |            | قلیچ ارسلان چهارم | قلیچ ارسلان چهارم | قلیچ ارسلان چهارم | قلیچ ارسلان چهارم | قلیچ ارسلان چهارم | قلیچ ارسلان چهارم |                 |                 | مسعود دوم       | مسعود دوم       | مسعود دوم       | مسعود دوم       | مسعود دوم       | مسعود دوم       |            |            |            |            |            |            |  |  |           |           |            |            |            |            |            |            |                  |            |            |            |           |           |           |           |                 |                 |                 |                 |                 |                 |            |            |                  |                  |                  |                  |                  |                  |               |               |               |               |              |              |         |         |  |  |  |  |  |  |  |  |  |  |  |  |  |  |  |  |  |  |  |  |  |  |  |  |  |  |  |  |  |  |  |  |  |  |  |  |  |  |
|  |  |            |            |            |            | کیخسرو سوم        |                   |                   |                   |                   |                   |                 |                 |                 |                 |                 |                 |                 |                 |            |            |            |            |            |            |  |  |           |           |            |            |            |            |            |            |                  |            |            |            |           |           |           |           |                 |                 |                 |                 |                 |                 |            |            |                  |                  |                  |                  |                  |                  |               |               |               |               |              |              |         |         |  |  |  |  |  |  |  |  |  |  |  |  |  |  |  |  |  |  |  |  |  |  |  |  |  |  |  |  |  |  |  |  |  |  |  |  |  |  |

## تاریخچه سلجوقیان روم

### تاریخ سیاسی

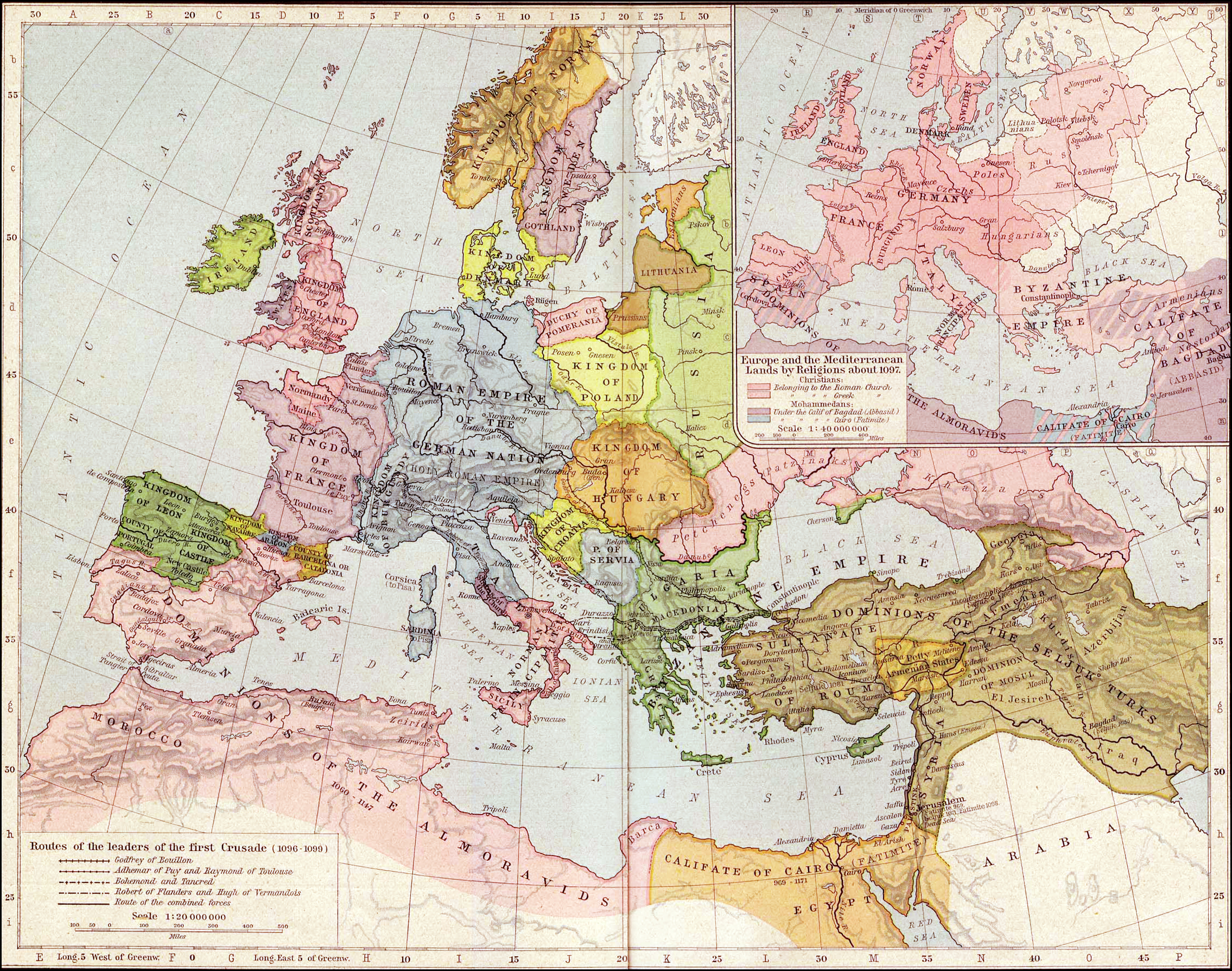
موقعیت جغرافیایی سلاجقه روم در قرن ۱۱ میلادی

پس از فتح ملازگرد، آلپ ارسلان پسرعموی خود سلیمان پسر قُتلُمِش را به آسیای صغیر فرستاد، سلیمان به همراه برادرانش در آناتولی به کوشش و جهاد پرداختند تا اینکه سلیمان سلطنت سلجوقیان روم را در مرکز آناتولی با پایتختی قونیه بنا نهاد و بلاد روم در حوزهٔ ممالک اسلامی درآمد. طبق منابع در حقیقت به نظر می‌رسد که فرزندان قلتمش از همان آغاز تحت نظارت و فرمان سلجوقیان بزرگ بوده‌اند و پس از مرگ آلپ ارسلان در مرزهای غیرقابل مهار آناتولی به فعالیت برخاسته و درصدد این برآمدند تا خود را از زیر سلطهٔ سلجوقیان بزرگ بیرون بکشند؛ ولی ملکشاه بر آن‌ها پیروز شد و حتی منصوربن قلتمش را به قتل رساند و با اینکه سلیمان فرار کرد؛ اما بعدها در جنگی با تتش کشته شد.
باید گفت که با آنکه سلیمان در ظاهر از دولت مرکزی سلجوقی و سلطان ملکشاه سلجوقی فرمان می‌برد، اما با استفاده از دوری مسافت از مرکز سلجوقیان بزرگ، دعوی استقلال داشت و خود را سلطان (سلیمانشاه) نامیده بود. سلیمان در سال ۴۶۷ ه‍.ق شهر ازنیق (نیقیه یا نیکیا) در آسیای صغیر را به عنوان پایتخت خویش برگزید. بدین ترتیب، سلیمان را باید بنیان‌گذار سلسلهٔ سلجوقیان روم دانست زیرا که در آینده حکومت در آسیای صغیر در خاندان او موروثی شد.
در این دوران گروه‌هایی از ترکمانان در داخل آسیای صغیر رخنه کرده و تا سواحل مرمره و اژه دست به غارت زدند و سلیمان تا «نیکیه یا ازنیق» در نقطهٔ شمال غربی این سرزمین رسید و از این زمان به بعد می‌توان شاهد آغاز حکومت سلجوقیان روم در سرزمین آناتولی بود.
سلطان قلیچ اول که پس از مرگ پدرش، سلیمان، در زندان ملکشاه بود، با مرگ ملکشاه در سال ۴۸۵ ه‍.ق با استفاده از کشمکش بر سر جانشینی آن سلطان، توانست از زندان بگریزد و به آسیای صغیر بازگردد و در ازنیق برتخت سلطنت بنشیند. وی به سازماندهی دستگاه حکومت پرداخت و پایتخت را نوسازی کرد و برای نواحی مختلف فرمانروایانی برگزید. واقعهٔ مهم در زمان او شروع جنگ‌های صلیبی بود. با آنکه وی و سپاهیانش در نبردهای سنگین با صلیبیان رشادت‌های بسیار نشان دادند، سرانجام ازنیق به دست صلیبیان افتاد و قلیچ‌ارسلان قونیه را به پایتختی برگزید. وی سپس با امپراتور بیزانس، آلکسیوس، پیمان اتحاد بست و موفق شد قلمرو خود را گسترش دهد و سرداران استقلال‌طلب را به اطاعت وادار کند. قلیچ‌ارسلان در سال ۵۰۰ ه‍.ق پس از اینکه در نبرد با ملک رضوان (پسر تتش‌بن آلب ارسلان) شکست خورد، هنگامی فرار در رودخانه افتاد و غرق شد.
پس از مرگ قلیچ‌ارسلان پسر وی ملکشاه دستگیر و به نزد سلطان‌محمد سلجوقی فرستاده شد؛ اما وی پس از اندکی از زندان گریخت و به آسیای صغیر بازگشت و با لقب شاهنشاه به حکومت رسید. در حالی که در این دوران اوضاع آسیای صغیر آشفته بود و سران ترک بر سر کسب قدرت مبارزه داشتند، ملکشاه با لشکریان امپراتور بیزانس به نبرد پرداخت اما وی در سال ۵۱۰ ه‍.ق طی توطئه‌ای کشته شد.
سلطان مسعود اول پادشاه بعدی بود؛ وی برادر ملکشاه بود که پس مرگ او به حکومت رسید. سلطان مسعود یکی از قدرتمندترین فرمان‌روایان سلجوقی روم بود که در دوران او ثبات و پیشرفت آناتولی آغاز شد. وی در ایام سلطنت طولانی خود با دوراندیشی و بردباری دولت سلجوقی روم را از نابودی نجات داد. سلطان‌مسعود در سال ۵۵۱ ه‍.ق به‌طور طبیعی از دنیا رفت.
عزالدین قلیچ ارسلان دوم فرزند مسعود اول بود که پس از مرگ پدر به حکومت رسید. از وقایع مهم دوران وی می‌توان به جنگ با سلسلهٔ دانشمندیه و امپراتور بیزانس اشاره کرد. وی توانست به قلمرو دانشمندیه یورش ببرد و بسیاری از مناطق آن را تصرف کند، در زمان او سلسلهٔ دانشمندیه در سال ۵۷۱ ه‍.ق فروپاشید. عزالدین در نبردهایی که با بیزانسی‌ها داشت توانست پیروزی‌های بزرگی به دست آورد و پس از پیروزی بر مانوئل کمننسوس، امید بیزانسی‌ها را برای بازپس‌گیری آناتولی برای همیشه پایان دهد.
رکن‌الدین پس از مرگ پدر، قلیچ‌ارسلان دوم، توانست زمام امور بیشتر قلمرو پدر را در دست بگیرد. وی ارزن‌روم را از دست یک سلسلهٔ محلی به نام آل سلتوق خارج کرد؛ اما در لشکرکشی به گرجستان ناکام ماند. رکن‌الدین از فرمان‌روایان بزرگ سلاجقهٔ روم بود و از خلیفه الناصر لدین الله عباسی نیز لقب السلطان‌القاهر دریافت کرد. وی در اواخر عمر به کشتن برادرش مسعود و تصرف قلمرو آن، آنقره، اقدام کرد؛ اما خود نیز کمی بعد در سال ۶۰۱ ه‍.ق درگذشت.
قلیچ‌ارسلان سوم فرزند رکن‌الدین سلیمان بود که پس از مرگ پدر، از سوی سرداران به حکومت برگزیده شد اما با مخالفت و دشمنی عموی خود غیاث‌الدین کیخسرو روبه‌رو شد که در نهایت این غیاث‌الدین بود که توانست برادرزادهٔ خود را کنار بزند و به قدرت برسد. تاریخ آغاز حکومت غیاث‌الدین سال ۶۰۱ ه‍.ق بود. از وقایع دوران حکومت او می‌توان به تصرف انطاکیه اشاره کرد. غیاث‌الدین در سال ۶۰۷ ه‍.ق پس از نبردی سخت و موفقیت‌آمیز که به هواداری الکسیوس سوم ضد لاسکاریس (داماد الکسیوس) انجام داد، ناگهان به قتل رسید.
پس از غیاث‌الدین، پسرش عزالدین کیکاوس اول به حکومت رسید و پس از پیروزی بر مدعیان سلطنت خویش، درصدد بازپس‌گیری انطاکیه که از دست سلجوقیان خارج شده بود، برآمد. وی همچنین با پادشاه ارمنستان، لئوی دوم، جنگید و مناطقی از قلمرو سلاجقه را که در دست پادشاه ارمنستان بود پس گرفت. عزالدین در سال ۶۱۶ ه‍.ق از دنیا رخت بر بست.

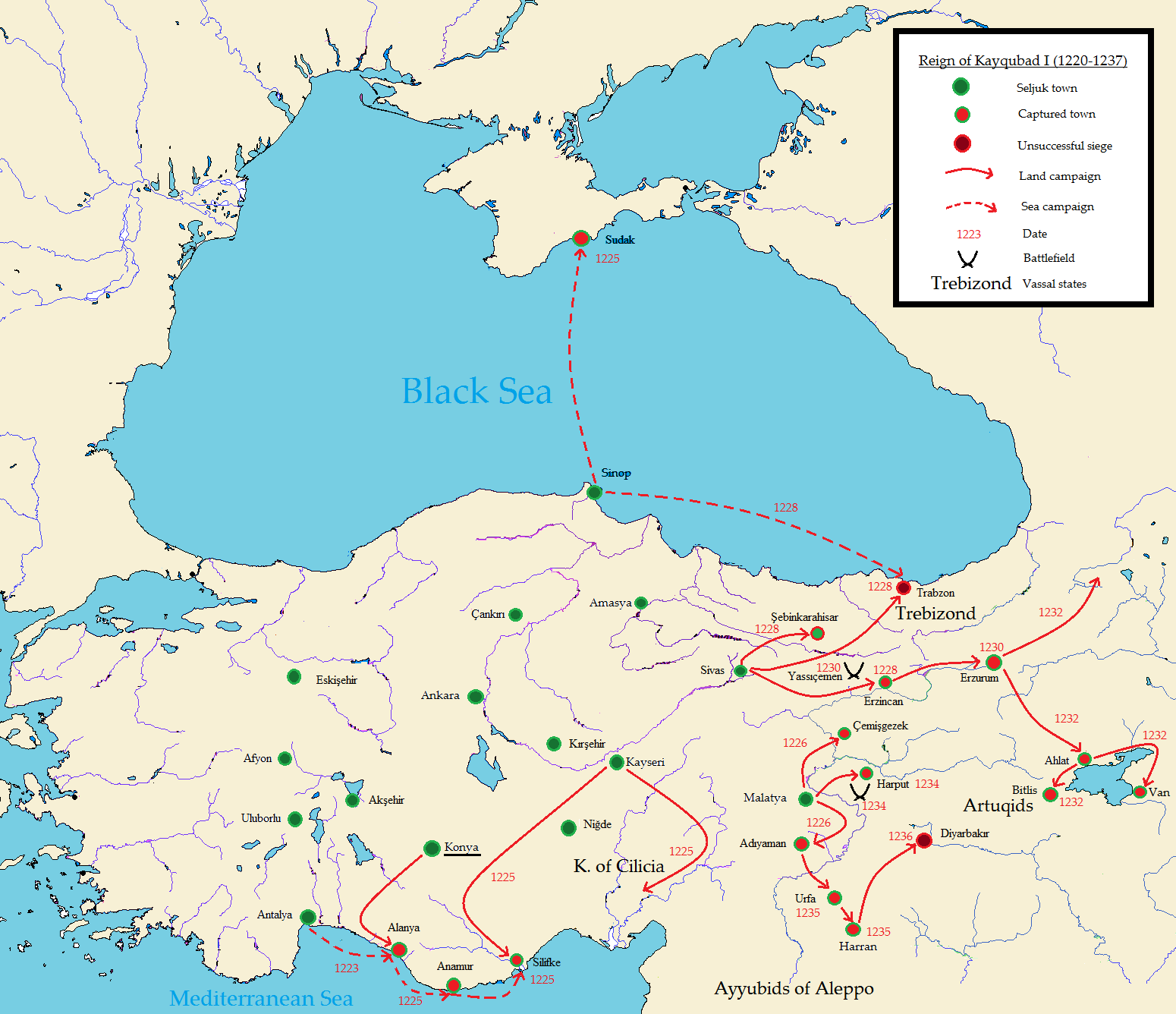
فتوحات دریایی و زمینی کیقباد اول

کیقباد اول در رقابتی که بر سر قدرت با برادرش، کی‌فریدون، داشت، توانست با حمایت برخی از نظامیان پیروز شود و حکومت را به دست گیرد. کیقباد در زمان حکومتش نواحی بسیاری را به قلمرو سلجوقیان افزود و پادشاه ارمنستان را خراج‌گزار خویش کرد. دورهٔ سلطنت وی از درخشان‌ترین ادوار سلجوقیان روم است. وی پادشاهی شایسته، باهوش و هنرمند و دانشمند بود. در زمان فرمان‌روایی کیقباد، آناتولی از جهت فرهنگی بسیار پیشرفت کرد. از رویدادهای مهم دوران وی نبرد با سلطان جلال‌الدین خوارزمشاه بود که نهایتاً هر دو پادشاه متعهد شدند که از تجاوز به یکدیگر خودداری کنند. کیقباد در سال ۶۳۰ ه‍.ق سفیری را نزد اوکتای فرستاد و ابراز اطاعت کرد و خان مغول نیز متقابلاً سلطنت وی را به رسمیت شناخت. سلطان علاءالدین کیقباد در سال ۶۳۶ ه‍.ق مسموم شد و در گذشت.
پس از کیقباد پسرش غیاث‌الدین کیخسرو دوم که پادشاهی عشرت‌دوست بود به پادشاهی رسید. در زمان پادشاهی کیخسرو دوم مغولان به رهبری بایجو نویان به قلمرو کیخسرو دوم یورش آوردند و بخش‌هایی از سرزمین وی را تصرف کردند. کیخسرو در سال ۶۴۰ ه‍.ق در محلی به نام کوسه داغ با سپاه مغول روبه‌رو شد و پس از تحمل شکستی سخت به قونیه فرار کرد. شکست کوسه داغ که آغاز انحطاط و بدبختی در تاریخ سلاجقهٔ روم بود، باعث تبعیت غیاث‌الدین کیخسرو دوم از مغولان و پرداخت خراج به آنان شد. پس از این وقایع، در آسیای مرکزی آشفتگی حاکم شد و کیخسرو نیز در سال ۶۴۴ ه‍.ق به طریقی مرموز کشته شد.
پس از غیاث‌الدین کیخسرو، بر سر جانشینی او میان سه پسرش اختلاف و درگیری درگرفت. در این میان مغولان از نفوذ خود استفاده کردند و نخست، فرمان‌روایی را به عزالدین و رکن‌الدین واگذار کردند، اما پس از چندی هلاکوخان دستور داد که هر سه برادر به اشتراک حکومت کنند. این حکومت مشترک یازده سال ادامه یافت تا اینکه مجدد آتش اختلافات شعله‌ور شد. عزالدین کیکاوس که به دربار برکای (خان قبیلهٔ جوجی) پناهنده شده بود در سال ۶۸۲ ه‍.ق درگذشت.
پس از فرار عزالدین، برادرش رکن‌الدین با عنوان قلیچ‌ارسلان چهارم زمام قدرت را بر دست گرفت؛ اما وی تنها نامی از سلطنت را داشت و قدرت واقعی در دست وزیر او، سلیمان معین‌الدین پروانه، بود. معین‌الدین که مردی باتدبیر و عالم‌پرور بود، از سوی مغولان ادارهٔ تمام امور حکومت سلجوقیان روم را بر عهده داشت. وی پس از اینکه متوجه مخالفت رکن‌الدین با خود شد دستور داد تا او را مسموم کنند و پسر خردسال آن سلطان را به سلطنت بگمارند.
همان‌گونه که گفته شد کیخسرو سوم که پسر رکن‌الدین بود به دستور معین‌الدین به سلطنت رسید. پس از آنکه معین‌الدین پروانه به دلیل اقدامات خود به قتل رسید زمام امور حکومت به دست کیخسرو سوم افتاد، البته در عمل قلمرو سلجوقیان روم به دست گیخاتو بود که پس از معین‌الدین، از طرف ارغون، به فرمان‌روایی آسیای صغیر برگزیده شد بود. از جمله رویدادهای مهم دوران کیخسرو سوم شورشی شخصی به نام جمری بود که در نهایت سپاهیان کیخسرو او را دستگیر کرده و کشتند. سلطان غیاث‌الدین کیسخرو در ذیقعده سال ۶۸۲ ه‍.ق در ارزن‌رون چشم از جهان فروبست.
خاندان سلاطین سلجوقی روم بیش از دو قرن؛ یعنی از حدود سال ۴۷۰ ه‍.ق تا دههٔ اول ۷۰۰ ه‍.ق دوام داشت؛ اما باید گفت که چراغ دولت ایشان در سال ۶۵۵ ه‍.ق که مغول‌ها قونیه را فتح کردند کم‌کم‌رو به خاموشی رفت.
در سال ۶۳۴ ه‍.ق لشکریان مغول سلطنت سلاجقه را درهم شکستند، و چهار نفر از آخرین سلاطین سلاجقهٔ روم در واقع عمال و دست‌نشاندگان ایلخانان بودند تا اینکه نهایتاً غازان‌خان در سال ۷۰۲ ه‍.ق علاءالدین سوم سلطان صغیر سلجوقی را به قتل رسانید و سلطنت سلجوقیان روم به پایان خود رسید (۷۰۷ ه‍.ق). پس از اینکه ایلخانان چندی بر آناتولی حکم راندند این سرزمین با سرکردگان آل چوپان وارد عصر بیلک‌ها شد و مانند اسپانیای مسلمان سده پنجم هجری در هر گوشهٔ آن طایفه‌ای به حکومت برخاست. با زوال استقلال سیاسی سلاجقه و مهاجرت ترکان عثمانی به آسیای صغیر، قلمرو سلاجقهٔ روم به دست امرای مستقل محلی افتاد و چندی بعد با قدرت یافتن عثمانیان بقایای این قبیل حکومت‌ها تا زمان سلطان سلیم اول از میان رفتند.
ذکر این نکته لازم است که از سال ۵۶۷ ه‍.ق که سلجوقیان روم به مغولان اظهار فرمان‌برداری کردند، مغولان در امور حکومت روم بنای دخالت گذاشتند و هرکسی را که می‌خواستند در آنجا به سلطنت برمی‌گزیدند. اظهار اطاعت سلجوقیان روم نسبت به مغولان قلمرو آنان را از آسیب حملات مغولان در امان نگاه داشت و این وضعیت موجب آن شد که حکومت سلاجقهٔ روم پناهگاهی برای دانشمندان ایرانی شود.
در کنار هجوم مغولان از مهم‌ترین عوامل سقوط سلجوقیان روم، به علت ذاتی و وجودی آنها؛ یعنی قدرت ایلات و بعدها اقطاعدارن و مالکان بزرگی که از میان آن‌ها برخاستند می‌توان اشاره کرد.

### تاریخ نظامی
اگر بخواهیم تاریخ نظامی سلاجقه را در آسیای صغیر از فتح ملازگرد تا نیسه بررسی کنیم، آن را می‌توان به چهار مرحله تقسیم کرد:
- روابط نظامی یا صلح‌جویانه با نظامیان بیزانس. سپس پس از استقرار صلیبیون و تشکیل دولت امپراتوری لاتین در شرق با یونانیانی ترابوزان و نیقیه.
- در جنگ ضد صلیبیون، زیرا یکی از راه‌هایی که به سرزمین بیت‌المقدس می‌رسید، آسیای صغیر بود که در اختیار صلیبی‌ها قرار داشت.
- جنگ و مبارزه علیه سلاجقهٔ بزرگ در شرق برای جلوگیری از نفوذ قدرت آنان و توسعهٔ اراضی و ضمناً برای ممانعت از پیشرفت مغولان.
- جنگ‌های داخلی میان اقوام و طوایف ترک و تشکیل دولت ترک در زیر لوای فرمان‌روایی سلاجقهٔ آسیای صغیر.[۴۷]

یکی از مهم‌ترین رویدادها در عرصهٔ نظامی در جهان اسلام و آن هم در ارتباط با غرب، جنگ‌های صلیبیست؛ از آنجا که زمان این رویداد مقارن با تسلط ترکان به جهان اسلام و آسیای صغیر بوده است لازم است تا به نقش ترکان در این واقع بپردازیم.
به باور پژوهشگران، از قرن هفتم میلادی که مسلمانان بیت‌المقدس را فتح کردند تا ظهور دورهٔ ترکان سلجوقی، برای رفت‌وآمد عیسویان و زوار ایشان به آن شهر هیچ‌گونه سختگیری نمی‌شد. این وضع تقریباً تا دورهٔ مورد بحث ادامه داشت. البته نمی‌توان منکر شد که هر از گاهی ظلم‌هایی از سوی حکام در حق عیسویان می‌شد. چنان‌که گذشت، هجوم ترکان به آسیای صغیر در پی فرمان آلب ارسلان صورت گرفت. آن‌ها پس از تصرف تقریباً اکثر شهرهای آسیای صغیر، از آن سوی بسفر چشم به خود شهر قسطنطنیه دوخته بودند. وقتی سلیمان‌بن قلتمش، نیقه را که از بلاد مسیحی آسیای صغیر بود به عنوان پایتختی برگزید موجب نگرانی دولت بیزانس شد. پس از آن نیز دیگر شهرها یکی پس از دیگری به چنگ ترکان درآمد. این ترکان که مسلمان متعصب حنفی بودند نسبت به رعایای مسیحی و اماکن متبرکه تعدی و بی‌حرمتی می‌کردند. البته برخی پژوهشگران متأخر غربی بر این باورند که والیان اورشلیم دشمن خاصی با عیسویان نداشتند. در این روزگار، در میان زائرانی که وارد بیت‌المقدس می‌شدند راهبی به نام «پطروس» بود که وقتی وارد بیت‌المقدس شد از تسلط مسلمانان (سلجوقیان) بر آنجا برآشفت و قسم یاد کرد تا آن را از چنگ کفار (مسلمانان) درآورد. وی در برگشت، نزد پاپ اوربانوس دوم رفت و از جانب پاپ دستور گرفت تا مردم را به جهاد ترغیب کند. به هر حال، تبلیغات پطروس، خطر هجوم و تسلط بیشتر سلاجقه و یاری‌طلبی رومیان از یک‌سو، و سخنان پاپ مذکور از سوی دیگر، عالم مسیحیت را به هیجان آورد و جنگ‌های بلندمدت صلیبی را موجب شد.
سپاه سلجوقیان روم با اینکه متشکل از ترکمانی بود که از همان آغاز آناتولی را مورد حمله قرار دادند، ولی نیرویی چندملیتی به حساب می‌آمد؛ چون علاوه بر ارمنیان و یونانیان اسیر و غلام، برخی افراد خارجی با عنوان مبهم «فرنگی» را نیز دربرداشت. وضعیت اینان چندان روشن نیست؛ اما به احتمال زیاد جزو مزدوران بوده‌اند.

### تشکیلات دیوانی
به احتمال زیاد تشکیلات سلجوقیان آناتولی به وسعت و عملکرد تشکیلات سلجوقیان بزرگ نمی‌رسید. سلاطین سلجوقیان آناتولی از منشیان و مأموران سرزمین‌های شرق اسلامی وابسته به فرهنگ ایرانی ـ اسلامی بهره می‌گرفتند؛ چون مأموران یونانی یا ارمنیِ پیش از سلجوقیان، سررشته‌ای در کارهای عملی و زبان فارسی و عربی و به‌طور کلی در سنت دیوانی اسلامی نداشتند، از این‌رو امور دیوانی سلجوقیان روم همچون فرهنگ آن‌ها صبغهٔ شدید ایرانی داشت. البته امکان تأثیرات مستمر تمدن‌های پیشین همچون بیزانس را نیز در دورهٔ شکل‌گیری و پیشین این سلطنت نباید نادیده گرفت.
عالی‌ترین مأمور اجرایی سلطان، وزیر بود، ولی به نظر می‌رسد که وزرای آناتولی، آن قدرت و نفوذی را که وزرای سلجوقیان بزرگ، دست کم پیش از اوسط قرن هشتم برخوردار بودند، به دست نیاورده‌اند تا اینکه شخصیت مقتدری چون معین‌الدین پروانه سلیمان و سایر مأموران مقتدر به عرصه رسیده‌اند و بین سلاطین دست‌نشانده و اربابان مغولی آن‌ها حایل شده‌اند. در دیوان انشای قونیه برای مکاتبات از زبان فارسی استفاده می‌شد و زبان عربی هم برای مکاتبات با سلاطین سوریه، مصر و عراق به کار می‌رفت. از این‌ها گذشته برای ارتباط با تعداد روزافزون ترکان در جمعیت آناتولی به خصوص در میان شهرها و حومهٔ آن‌ها ضروری بود.

#### ایرانیان و دستگاه دیوانی
مقایسهٔ اجمالی میان اصطلاحات مناصب تشکیلاتی سلجوقیان ایران و آناتولی، گستردگی و میزان اقتباس و همانندی این دو دستگاه را آشکارتر خواهد کرد.
تشکیلات اداری و کشوری سلجوقیان ایران به پنج دیوان تقسیم می‌شد:
1. وزارت یا دیوان اعلا
2. دیوان استیفا
3. دیوان طغرا که شامل دیوان انشا و رسایل
4. دیوان عرض و دیوان اشراف[۵۲]

متولیان هر یک از این دیوان‌ها را به ترتیب وزیر، مستوفی، طغرایی، عارض و مشرف می‌گفتند که هر یک وظایفی داشتند. وزیر در رأس تشکیلات و امور جاری بود. مستوفی مدیر مالی و رئیس دیوان، طغرا ناظر بر مکاتبات و فرمان‌ها و غیره، مشرف عهده‌دار نظارت بر اخبار دربار و همچنین نظارت بر عملکرد کارکنان دولت به‌ویژه مأموران جمع‌آوری مالیات، و عارض نیز مأمور اداره امور نظامی کشور بود. در آناتولی هم، آنگونه که از اخبار مورخان آن دوران برمی‌آید، تمام این مناصب با همین عناوین و وظایف در پاره‌ای موارد با اندکی تفاوت وجود داشته است. آق سرایی مناصب موجود در آناتولی را در زمان غیاث‌الدین کیخسرو (۶۶۴ ه‍.ق) چنین برمی‌شمارد: «وزارت، پروانگی، نیابت سلطنت، استیفا، اشراف ممالک و بیگلربیگی.»
مهم‌ترین موارد اختلاف منصب پروانگی بود که منشأ آن به درستی روشن نیست. در ایران این منصب تنها یک منصب جزء اداری بود که متصدی آن پروانه‌چی خوانده می‌شد. در هر حال پروانه یکی از یکی از مشاوران عالی سلطان بود که پیام‌های شخصی او را می‌رساند. اختلاف دیگری که وجود داشت مربوط به قدرت و اختیار وزیر بود. در آناتولی بنا به دلایل نامعلومی به‌ویژه تا پیش از حملهٔ مغول، از اقتداری که سایر همتایانشان داشتند، برخوردار نبودند و همواره صاحب‌منصبان دیگری همچون اتابکان، نواب و غیره با آنان در قدرت شریک بودند.
علاوه بر مناصب گفته شده که در سطح کلان مطرح بودند، سلسله مراتب دستگاه دیوانی و نظامی سلجوقیان آناتولی نیز شباهت چشم‌گیری با همین سلسله مراتب در دستگاه سلجوقیان ایران و عراق داشت. اکثراً اسامی فارسی یا نیمه‌فارسی داشتند همان‌هایی بودند که در میان سلجوقیان ایران و عراق نیز به کار می‌رفتند. مناصبی نظیر امیر آخور که وظیفه‌اش نظارت بر نگهداری از اسب‌های دربار بود، امیر جاندار که در رأس نگهبانان بود یا محافظان بود. امیر سلاح یا سرکردهٔ سپاهیان، امیر مجلس که وظیفه‌اش ترتیب و تدارک مراسم جشن و نظایر آن بود. امیر شکار که وظیفه‌اش ترتیب تدارکات شکار سلطان بود. امیر عالم که وظیفهٔ تقدیم نامه‌های رسمی را داشت. پرده‌دار یا حاجب که نظارت بر ورود و خروج افراد به دربار را برعهده داشت. همچنین چاشنی‌گیر، شراب‌سالار، طشت‌دار، جامه‌دار و غیره.
مشاغل نظامی و مناصب مرتبط با آن‌ها نیز در آناتولی وجود داشت، استفاده از اصطلاحات فارسی مانند سرهنگ، سر نفر، سرلشکر، سپه‌دار و نظایر آن برای نامیدن مناصب، مراتب و درجات نظامی که برخی از آن‌ها بعدها عیناً به ترکی ترجمه شدند نیز نشان‌دهندهٔ اقتباس سلجوقیان آناتولی از نظام سپاه در ایران است.
دبیری و منشی‌گری از مشاغل مهم دیگری است که در دوران سلجوقی وجود داشت. منشیان متعددی وظیفهٔ نگارش مکاتبات اداری، فرمان‌ها، منشورها و حتی مکاتبات شخصی را بر عهده داشتند. این دبیران یا ایرانی بودند یا فارسی را به خوبی می‌دانستند. اغلب خود نیز ادیبانی بودند که نوشته‌هایشان از ارزش ادبی برخوردار بود. ادارهٔ دیوان طغرا عمدتاً بر عهدهٔ این منشیان، دبیران و کاتبان هنرور بود.

### تاریخ اجتماعی
عقیده تداوم یا عدم تداوم نهادها در سلطنت سلجوقیان روم و بهره‌گیری از نیروی جمعیت بومی در دستگاه دولتی ارتباطی تنگاتنگ با پیشرفت و روند اسلامی شدن فلات آناتولی و مشکلات برخاسته از آن داشت. اسلامی شدن آناتولی یک روند تدریجی بود؛ ولی سرعت پیشرفت آن و میزان شدت عمل و رفتار خشونت‌آمیز با جمعیت بومی از مسائلی بود که بارها مورخان آن‌ها را بررسی کرده‌اند. تردیدی نیست که یونانیان و ارمنیان از حملات ترکمانان بسیار لطمه دیده بودند و نکتهٔ مهم اینکه خود ترکمانان هم به‌طور کامل با فرهنگ اسلامی انس نگرفته بودند؛ ترکمانان کودکان بومی را به بردگی می‌گرفتند. کلیساها و صومعه‌ها از عایدات پیشین خود محروم شدند و به فقر افتادند. به‌طور کلی جمعیت مسیحی مرکز آناتولی به حواشی دریایی و اراضی کوهستانی عقب نشستند.
آنچه در پی ورود ترکان و ترکمانان به آناتولی پس از پیروزی سلجوقیان در نبرد ملازگرد روی داد مبدأ تحولات شگرفی در زمینه‌های گوناگون بود. بدون شک «گسترش اسلام در آناتولی و ترک‌نشین کردن این سرزمین از جمله حوادث مهم و تعیین‌کنندهٔ تاریخی است.» پس از چیرگی ترکمانان بر آناتولی، به مرور بافت نژادی آنجا متحول شد و آناتولی به سرزمینی ترک‌نشین تبدیل شد. از آنجا که نظامی اداری در حکومت سلجوقیان به دست کارگزاران ایرانی و فارسی‌زبان بود، در آناتولی زبان ترکی به صورت زبان محاوره رواج یافت اما برای مکاتبات، به‌ویژه در امور اداری، از زبان فارسی استفاده می‌شد. نقش ترکانی که به رهبری سلاجقه به آناتولی وارد شدند در تغییر مذهب اهالی آن سرزمین قابل توجه بود. در واقع آنان سرزمین مسیحی‌نشین آناتولی را به اقلیمی مسلمان‌نشین تبدیل و آنجا را ضمیمهٔ قلمرو جهان اسلام کردند.
بین جمعیت پیشین آناتولی و ترکمانان تازه‌رسیده ازدواج‌های درون‌گروهی هم صورت گرفت چنان‌که در برخی منابع هم‌عصر یونانی از یک نسل مختلط به نامMixovarvoroi صحبت می‌شود که در میان نیروهای نظامی برخی از سلاطین ترک دیده می‌شدند. این نوع وصلت‌های درون‌گروهی برای غیرمسلمانانی که تحت ذمه حکومت‌های اسلامی بودند ضررهای اجتماعی و حقوقی در پی داشت و موجب شد بسیاری از آن‌ها به ناچار به اسلام گرایند؛ از این‌رو کاهش چشم‌گیری در شمار مسیحیان آناتولی رخ داده است.
لازم است ذکر شود که در آینده با رشد شرایط اقتصادی و برقراری ثبات سیاسی حیات شهری از آن حالت فشردگی و بدبختی اواخر سدهٔ دوازدهم میلادی بیزانسی‌ها رهایی یافت و برج و باروهای جدیدی پیرامون بعضی از شهرها کشیده شد. با اینکه شهرهای سلجوقیان روم که تقریباً شباهت زیادی با شهرهای با شهرهای پیشین بیزانسی یا باستانی یا هر دوی آن‌ها داشتند، مستقل‌تر از سایر شهرهای جهان اسلام نبودند؛ ولی حیاتی پویا و سرزنده داشتند و اختلاف ادیان و اقوام بر پویندگی آن‌ها افزوده بود.

### تاریخ اقتصادی
حیات اقتصادی و بازرگانی در سرزمین‌های اصلی سلطنت سلجوقیان روم به‌ویژه از اوایل سده هفتم هجری شکوفا شد. تنها در نواحی مرزی بود که به دلیل جنگ‌های زیاد و تهاجمات، آشفتگی اقتصادی و اجتماعی رخ داد و نکتهٔ دیگر اینکه خود سلاطین علاقهٔ زیادی به شکوفایی کشاورزی نشان دادند. مالیات‌هایی که سلجوقیان بر جمعیت مسیحی می‌بستند کمتر از فشار نظامی مالی بیزانسی‌ها بود.
سلاطین روم در نیمهٔ اول سدهٔ هفتم هجری به سواحل دریای مدیترانه و سیاه دست یافتند و حتی نفوذ خود را تا درون کریمه گستراندند؛ از این‌رو تحول چشم‌گیری در تجارت داخلی و خارجی آناتولی پدید آمد و نتیجهٔ آن برنامه‌های وسیع بنا سازی سلاطین شد و اعیان و اشراف، راه‌ها، پل‌ها، کاروان‌سراها و تسهیلاتی برای مسافران و تاجران ساختند. نخستین قرارداد بازرگانی با قدرت‌های اروپایی همچون ونیزی‌ها و با در نظر گرفتن دسترسی به تجارت مدیترانه از طریق آنتالیا منعقد شد.

#### نظام پولی

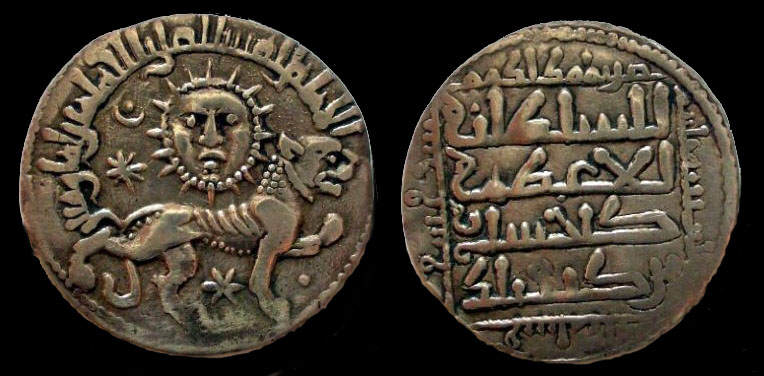
سکه خسروشاه دوم

مسکوکات سلجوقیان روم از سلاجقهٔ بزرگ جدا بود، قدیمی‌ترین سکهٔ آن‌ها فَلس (Fals) مسی بود که رکن‌الدین مسعود اول‌بن قلیچ‌ارسلان (۵۱۰–۵۱ ه‍.ق) آن را ضرب کرد و این سکه از روی فُلیس (Follis) بیزانسی‌ها تقلید شده و نیم‌تنه تمام‌رخ سلطان بر روی آن و نام او در پشت آن نقش بسته بود. قلیچ‌ارسلان دوم در سال ۵۷۱ ه‍.ق دینارهای طلا و دراهم نقره کهن اسلامی را در آناتولی رواج داد. از سال ۵۷۳ ه‍.ق یک دینار طلای واحد دردست است در حالی که قدیمی‌ترین دینار نقره متعلق به دو سال پیش از آنست.
پس از مرگ سلیمانشاه در سال ۶۰۰ ه‍.ق سرزمین‌های غربی سلجوقی تحت حکومت غیاث‌الدین کیخسرو اول درآمد. سکه‌های نقره او در قونیه، قیصریه و ملطیه ضرب می‌شد، وی آخرین حاکم سلجوقی است که سکه مسی با نقش سوار نیزه‌دار ضرب کرده است.
پایان مسکوکات سلجوقیان روم در ابهام است. سلطنت در دهه‌های پایانی سدهٔ هفتم و سال‌های نخستین سدهٔ هشتم هجری در بین کیقباد سوم و مسعود دوم و فرزند او مسعود سوم دست به دست گشت؛ اما ضرب سکه‌های خام و نامرغوب آن‌ها ارائهٔ سال‌شماری درست و صحیح را بر اساس شواهد سکه‌شناسی ناممکن می‌سازد.
در ربع پایانی سدهٔ هفتم سکه‌ها طلایی و نقره‌ای نایاب شد. ساختار درونی دولت از هم پاشید و حکام محلی برای اعتبار بخشیدن به سکه‌های خود از نام مسعود دوم و کیقباد سوم استفاده می‌کردند. سکه‌های کیقباد سوم از وزن معیار دراهم اسلامی تبعیت نمی‌کرد و وزن آن‌ها به ۲/۵ گرم رسیده بود؛ بنابراین بی‌نظمی در ضرب سکه و کاهش وزن سکه‌های نقره آناتولی به دورهٔ جانشینان آن‌ها یعنی بیلک‌ها نیز سرایت کرد و آن‌ها نخست به نام ایلخانان سکه ضرب کردند و سپس به نام خودشان سکه ضرب کردند و سکهٔ کوچک نقره‌ای آقچه را رواج دادند که در ربع دوم سدهٔ هشتم هجری واحد شمارش پول آناتولی برشمرده می‌شد.

### تاریخ فرهنگی

#### هنر و معماری

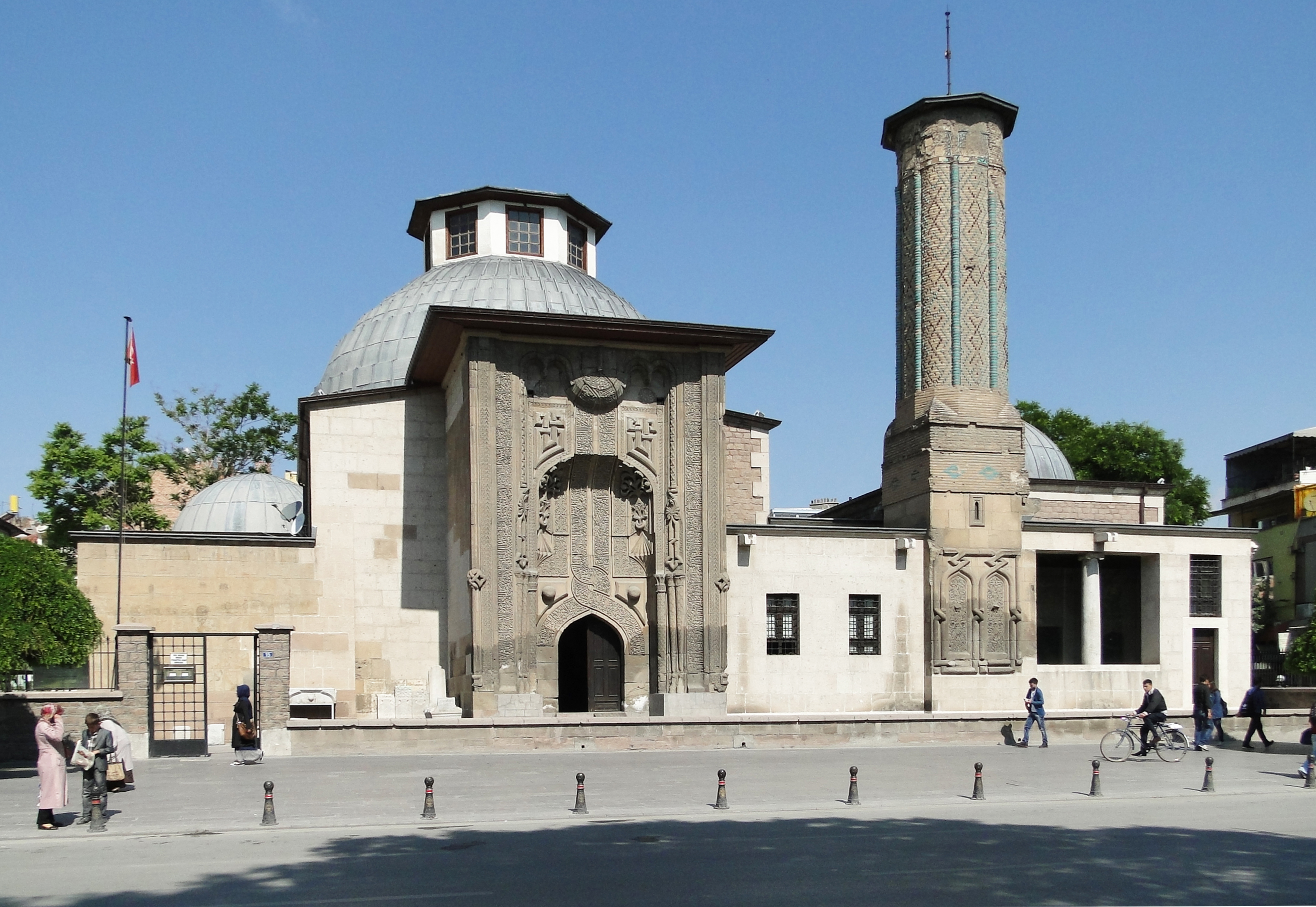
مدرسه اینچه منارلی

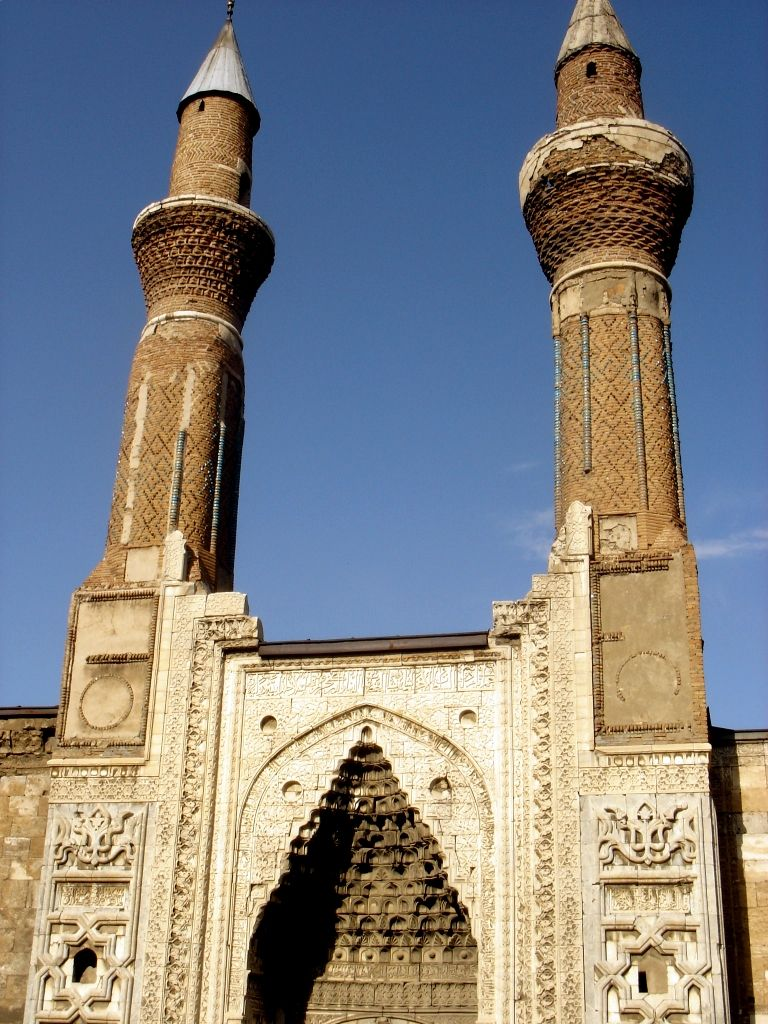
مدرسه سیواس

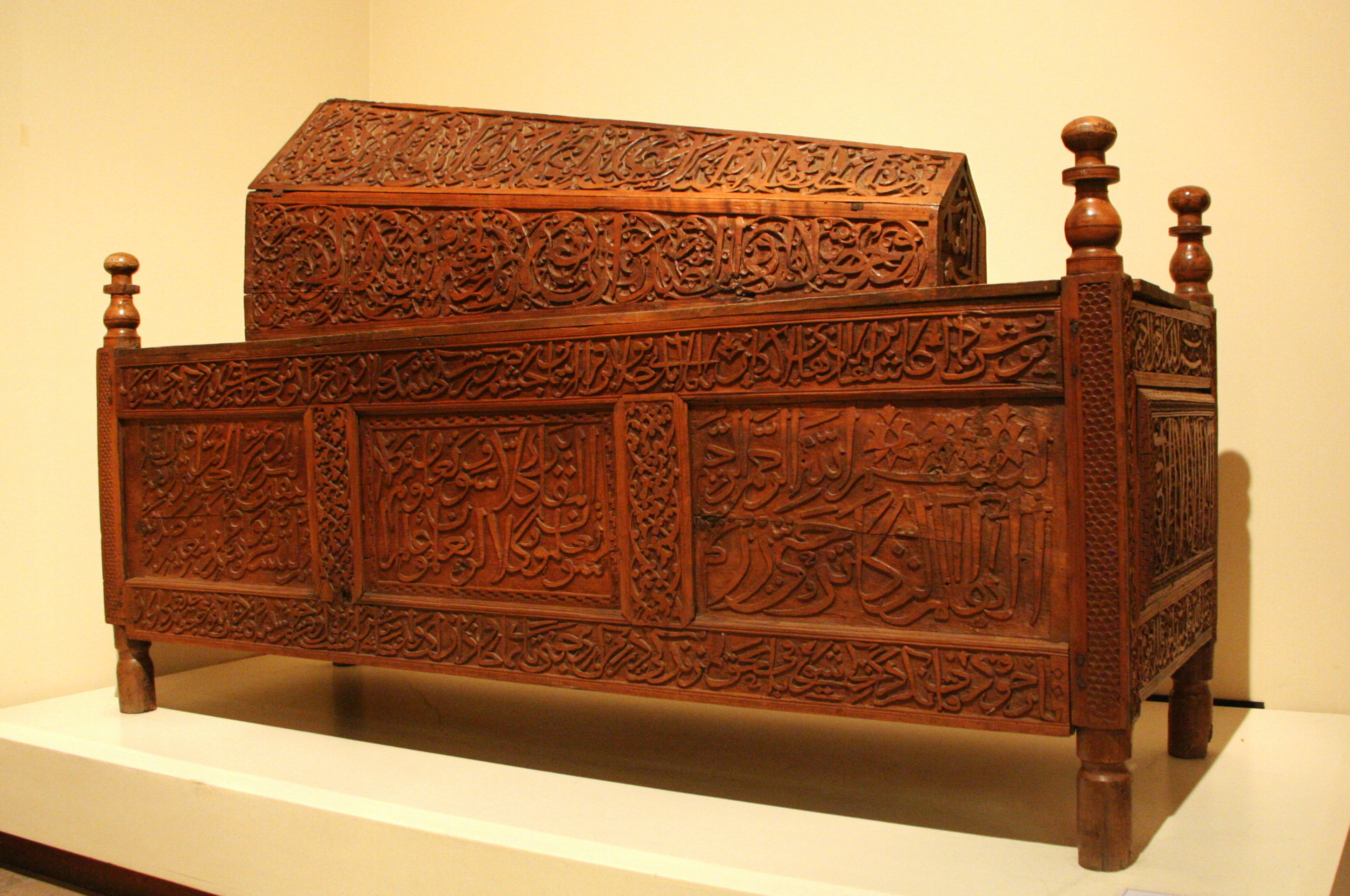
تابوت کنده کاری از چوب متعلق به زمان سلجوقیان روم

بررسی عمومی هنر و معماری آناتولی در دورهٔ سلجوقیان الزاماً با سلطنت‌های قونیه (حدود سال ۱۱۱۸–۱۳۰۸ م) و تختگاه‌های ایالتی آن‌ها و امارت‌نشین‌های ترکمانان وابسته بدان‌ها سروکار خواهد داشت و کمابیش حکومت‌های کیکاوس اول و کیقباد اول و سلسله‌هایی چون دانشمندیه، سلتوقی‌ها، منکوجیکی‌ها و اتحادیه ایوبی ـ ارتوقی‌ها را در بر می‌گیرد که کیقباد اول در جنگ «یسی‌چمن» (۱۲۳۰ م) این اتحادیه را درهم شکست. اما همهٔ این امارت‌نشین‌ها دارای سنت‌های خاص هنری بودند که اغلب ویژگی بومی داشتند. این نکته بررسی طولی و کامل هنر و معماری آن‌ها را پیچیده‌تر می‌کند.
اگرچه تعداد اشیاء شناخته‌شده یا قابل انتساب به سلجوقیان آناتولی محدود است، همین شمار اندک هم سرشار از تازگی و کیفیتی بالاست. هنرهای تزیینی آناتولی در مقایسه با زهدورزی متداول معماری آن، که گسترهٔ غیرمتعارفی از آزمایش انواع بناهای موجود و تزیینات پیکره‌ای ناپیوسته روی مدخل‌های تزیینی نمایانگر آن است، بسیار برجسته و با کیفیت است. از آنجا که آناتولی پس از سال ۴۵۰ه‍.ق از دست بیزانسی‌ها خارج شد و پس از آن هم گروه‌های ناهمگونی از مسلمانان در آن سکنی گزیدند، این استحکام و انسجام سریع فرهنگی در این منطقه از دستاوردهای برجسته و عمده برشمرده می‌شود. تقریباً تمامی آثار باقی‌مانده متعلق به سدهٔ هفتم هجری است؛ در حقیقت چون مغولان پس از تسلط بر آناتولی در سال ۶۲۲ ه‍.ق در ابتدا نتوانستند در فرهنگ بومی این منطقه دخالتی بکنند، سبک سلجوقیان تا حدود سال ۶۷۹ ه‍.ق ادامه یافت.
هنر آناتولی سلجوقیان روم از برخی جهات با هنر دیگر سلاجقه و دولت‌های بازماندهٔ آن‌ها فرق دارد. پیکره‌های انسانی در آن، به‌ویژه در ترکیب‌بندی‌های بغرنج «چندآوایی»، اهمیتی درخور ندارد: در آن بیشترین تأکید بر نقوش رسمی به‌خصوص اسلیمی‌ها و تا حدودی هم بر کتیبه‌نگاری شده است. طرح‌های حیوانات حتی در زمینه‌های مذهبی زیاد است و این نکته شاید بازتابی از مفاهیم توتمی و کیهان‌شناختی باشد که در نمادگرایی سلطنت سلجوقیان روم وجود داشت؛ طرح‌های مشابه که در آغاز از سازه‌های مذهبی جزیره اقتباس شده، به همین دلیل در آناتولی روزگار سلجوقیان و سلاطین وابسته رواج یافته است.
هنر آناتولی به دو بخش تقسیم می‌شود که عبارت است از معماری و هنرهای صناعی. معماری سلجوقیان آناتولی به لحاظ ریخت‌شناسی بسیار پرمایه و غنی است. این معماری نه تنها بناهایی چون مساجد، مدارس و خانقاه‌ها را در بر می‌گیرد، بلکه شامل بیمارستان‌ها و برج‌های تدفینی و سایر آرامگاه‌ها (تربت، گنبد) نیز هست و همچنین باید از بناهای غیرمذهبی همچون کاخ‌ها، قلعه‌ها، تعمیرگاه‌های کشتی، کاروان‌سراها، پل‌ها حمام‌ها و حتی تأسیسات حرارتی نام برد.
معماری سلجوقیان آناتولی تفاوت چشم‌گیری با معماری سلجوقیان ایران داشت، چون کاربست مواد مختلف ساختمانی باعث تحولی شگرف در زیبایی‌شناسی ساختمان‌ها شد. سنگ بادبُر جای آجر را گرفت و برای اندرونی‌ها از چوب‌کاری‌ها استفاده شد و بعدها سنگ مرمر هم برای رویه‌کاری دیوارها به کار رفت. از این‌ها گذشته، اقلیم و آب و هوای متفاوت این سرزمین باعث تغییراتی در صحن باز ساختمان‌های ایرانی در این منطقه شد؛ در اینجا حیاط به شکل بسته درآمد و با بام مسطحی پوشانده شد.
علی‌رغم این واقعیت که الگوهای معماری ایران و بین‌النهرین و آناتولی در نگاه اول شبیه هم به نظر می‌رسند، بین معماری این مناطق در زمان سلجوقیان تفاوت‌های اساسی وجود دارد. دید زیبایی‌شناختی ایران از سبک غنایی مستمر و تعبیر وهمی و پنداری جدا نبود و بهره‌گیری تزیینی از آجر و رنگ و روکاری با کاشی آن را تقویت می‌کرد. معماری آناتولی در زمان سلجوقیان جلوهٔ رسمی کمتری داشت و دارای تناسب متوسط بود و بهره‌گیری از عناصر تزیینی را با تعلق آمیخته بود. بالاخره مجموعه آرایه‌ها گرچه غنی بود، ولی گیرایی کمتری داشت و از عناصری بهره گرفت که از سنن بسیار باستانی بومی مایه می‌گرفت و بیشتر یادآور میراث چادرنشینی و توتمی بود.
با اینکه از کتیبه‌های بناها پیداست که بیشتر آن‌ها را امرا ساخته‌اند، ولی سلاطین سلجوقی نیز در واگذاری اراضی با صورت تملیک برای موقوفات به‌طور غیرمستقیم در آن‌ها دست داشته‌اند. یکی از پرکارترین و برجسته‌ترین اشخاص درزمینهٔ بنا سازی فخرالدین علی وزیر (صاحب عطا) بود. معین‌الدین پروانه سلیمان از دیگر مأموران عالی‌رتبه امپراتوری هم در ایالات دریای سیاه در بنا سازی کوشا بود. او در سینوپ، علاءالدین مدرسه (۶۴۴ ه‍.ق) و نیز یک مسجد (۶۶۷ ه‍.ق) و همچنین مسجدی در مرزیفون (۶۶۳ ه‍.ق) ساخت. مدارک آرشیوی حاکی از آن است که وی بیمارستانی هم در توقات در سال (۶۷۴ ه‍.ق) ساخته است.
هنرهای صناعی سلجوقیان روم شامل چوب‌کاری ساختمان، سفالینه و شیشه، فلزکاری، تذهیب و کتاب‌آرایی، سکه‌های پیکره‌ای و منسوجات می‌شود. سرزمین آناتولی در داشتن چوب بسیار غنی بود و کنده‌کاری روی چوب دوران سلجوقیان روم که اغلب بر روی چوب گردو اجرا شده از زیباترین کنده‌کاری‌های جهان اسلام است. از این فن نه تنها در منبرها و سایر وسایل مسجد، درها و پنجره‌های کرکره‌دار استفاده می‌کردند، بلکه برای مقابر یادبودی و رحل قرآن هم به کار می‌بردند.
به غیر از ظروف شیشیه‌ای که در ارک قونیه یافت شده و امروزه در موزهٔ قونیه محفوظ است و احتمالاً به دست صنعت‌گران مهاجر رقه و دیگر سفال‌گران حوزهٔ فرات ساخته شده، بیشتر سفالینه‌های دورهٔ سلجوقی به ظروف مخطط چندرنگی تعلق دارد که در شرق مدیترانه از قبرس تا قفقاز و ماورای قفقاز و دریای سیاه تولید شده‌اند.
تنها قطعهٔ شیشه‌ای سالم از دوران سلجوقیان آناتولی باید جزو ظروفی باشد که با سفارش خاص تولید شده است. این قطعه بشقاب زرین و مینایی است که در قبادآباد به دست آمده و از نظر نوع ساخت سوری است و به نام کخسرو دوم ساخته شده است.
با اینکه از اشیای فلزی سلجوقیان آناتولی چیزی به دست نیامده ولی یافته‌های غنی از نوع قلاب کمرطلاکوبی و نقره‌کوبی و جام‌های فلزی از سدهٔ ۱۳–۱۴ ه‍.ق در مقبره‌های جنوب روسیه، کریمه و شمال قفقاز می‌رساند که آثار سیمین و زرین سلجوقیان آناتولی در بخش شمالی، سنتی را پدیدآورده که همچنان به‌خصوص توسط زرگران و جواهرسازان ارمنستان ادامه یافته است.

#### ادبیات
فرهنگ فرهیخته و دیوان‌سالاری سلطنت سلجوقیان روم ذاتاً ایرانی بود و در زمینه‌های تاریخ‌نگاری و تصوف آثاری به زبان فارسی پدید آمد. در فضای شدید عرفانی و سنت صوفیانه این عصر، ادبیات متصوفانه و شاخه‌ای از ادبیات تراجم احوال دربارهٔ عرفاً و متصوفه (مناقب‌نامه‌ها) شکوفا شد. از شخصیت عالی‌مرتبه آن دوران مولوی است که در زمان اقامتش در قونیه دیوان شعر و شاهکارش مثنوی معنوی را سرود. فرزند او، سلطان ولد، در زبان فارسی و ترکی سرآمد بود و آثاری در این زبان‌ها پدیدآورد. دربارهٔ صوفیان برجستهٔ آناتولی دورهٔ سلجوقیان چندین مناقب‌نامه نوشته شد که مناقب‌نامه‌های صوفیان مولوی برجستگی خاصی داشت ولی اثر پرآوازه و نمونهٔ برجسته‌ای از این نوع آثار، مناقب‌العارفین شمس الدین افلاکی بود که در نیمهٔ اول سدهٔ هشتم هجری پدید آمد؛ یعنی روزگاری که دیگر سلجوقیان در میدان سیاست حضور نداشتند.
در این دوره زبان عربی همچنان زبان آثار دینی، کلامی، فقهی و علمی بود و آناتولی به‌ویژه کانون تولید، انتقال و نسخه‌برداری متون فقه حنفی به حساب می‌آمد؛ ولی زبان عربی برای نگارش متون عرفانی هم به کار برده می‌شد چنان‌که آثار ابن‌عربی به زبان عربی تألیف یافته و او تعدادی از آن‌ها را در زمان اقامتش در قونیه و دیگر شهرهای آناتولی در اوایل سدهٔ هفتم هجری نوشت؛ از این‌رو وی اثر منظوم عرفانی خود ترجمان‌الاشواق را در قیصریه به رشتهٔ تحریر درآورد و شاگردش، صدرالدین قونیه، آثار معتبری دربارهٔ تفسیر قرآن، حدیث و اسماء نودونه‌گانهٔ خدا و آثاری دربارهٔ تصوف نظری به زبان عربی تألیف کرد.
تمامی این آثار را محافل فرهیخته یا درباری سلجوقیان روم می‌نوشتند ولی نباید فراموش کرد که زبان روزمرهٔ مردم ترک، چه شهری و چه روستایی، زبان ترکی بود. با اینکه بهره‌گیری قرامانی‌ها از زبان ترکی برای دیوان‌های کشوری در قونیه کوتاه‌مدت بود، ولی این واقعیت را به ثبوت رسانید که استفاده از زبان ترکی در امور عمومی امکان‌پذیر است. با این وجود بهره‌گیری از زبان ترکی در قلمرو حکومت سلاجقهٔ روم در سطح ادبیات مردمی و عامیانه قرار داشت.
اما هنگامی که زبان ترکی در مقام زبانی ادبی وارد صحنهٔ ادبیات شد، کشمکش بی‌امانی را آغاز کرد چون نویسندگانی که از این زبان استفاده می‌کردند متهم بودند به اینکه نمی‌توانند زبان فارسی و عربی را به کار بگیرند و لذا زبان ترکانِ بی‌ادراک را استفاده می‌کردند. مولوی در مثنوی خود از چندین شعر ترکی بهره جست و اقامت طولانی وی در قلمرو سلجوقیان روم بیانگر آشنایی کامل وی با زبان ترکی است؛ ولی فرزند او، سلطان ولد، را می‌توان یکی از نویسندگان چیره‌دست زبان ترکی دانست چون در آثار او دست‌کم ۳۶۷ بیت شعر ترکی وجود دارد که به احتمال زیاد برای ترویج و انتشار اندیشه‌های مولویه در میان مردم از آن‌ها بهره برده است.

##### زبان فارسی و سلجوقیان روم
پس از گذشت نزدیک به یک قرن از شکل‌گیری سلطنت سلاجقهٔ روم، نقطه عطفی در تاریخ این دولت شکل گرفت. این نقطه عطف بر تخت نشستن سلطان قلیچ‌ارسلان دوم و پیروزی‌های مداوم وی مقابل دو دشمن دیرینهٔ سلجوقیان روم، یعنی دانشمندیان و امپراتوری بیزانس بود، به این ترتیب که سلطان در گام نخست دولت دانشمندیان سیواس را از میان برداشت و در دومین گام بیزانس را در سال ۵۷۲ ه‍.ق در نبردی سرنوشت‌ساز به سختی درهم کوبید از این زمان به بعد، تثبیت اوضاع سیاسی سلاجقهٔ روم از یک‌سو و علاقهٔ سلطان مذکور از سوی دیگر، باعث شد که دربار وی تبدیل به محلی برای حضور شعرا و ادبا شود. نه تنها دربار خود سلطان بلکه دربارهٔ هر یک از فرزندان وی نیز محلی امن و آرام برای حضور بزرگان و نویسندگان شد.
لازم است ذکر شود که سلطان قلیچ‌ارسلان دوم پس از شکست دشمنان و ایجاد ثبات در قلمرو تحت استیلای خود، تصمیم گرفت این قلمرو را میان یازده پسر خود تقسیم کند. به این ترتیب و به دستور سلطان، به هر کدام از فرزندان ایالتی واگذار شد. آزادی و استقلال عمل هر یک از فرزندان در منطقهٔ خود بسیار زیاد بود. این استقلال عمل سبب شده بود تا هر یک از فرزندان سلطان مذکور برای خود دربار و درگاهی تشکیل دهد و برای حکم‌رانی بهتر، مقدم بزرگان، اندیشمندان و به‌طور کلی اهل علم و ادب به دربارهٔ خود را گرامی بدارد. به این ترتیب با ورود ادبا، شعرا و سایر اهل علوم و حرف نه تنها تحولی اساسی در اوضاع فرهنگی قلمرو هر یک از این شاهزادگان به وجود آمد، بلکه بعضاً برخی از این شاهزادگان خود به سرودن شعر فارسی روی آوردند یا با یادگیری دستور خط فارسی به خطاطی پرداختند و کتاب‌های نفیس از خود به یادگار گذاشتند.
همراه شدن آرامش و ثبات سیاسی با عشق و علاقهٔ سلاطین ترکی همچون قلیچ‌ارسلان دوم و سلطان سلیمان‌شاه دوم به زبان و ادب فارسی، مقدمات حضور شعرا، ادبا، عرفاً و اندیشمندان فارسی‌زبان را به قلمرو و دربار سلاجقهٔ روم فراهم ساخت یا حداقل این بزرگان را بر آن داشت تا اشعاری را در ستایش سلاطین شعردوست سلجوقی روم بسرایند یا آثار خویش را به نام آن‌ها مزین کنند. عالمان و شاعرانی فارسی‌زبان همچون حبیش‌بن ابراهیم تفلیسی، نظامی گنجوی و ظهیرالدین فاریابی جایگاه ادب و زبان فارسی را در دربار سلجوقیان روم به اوج تعالی رساندند.
افزون بر ادب‌دوستی سلاطین سلجوقی عامل دیگری که توانست آسیای صغیر را مرکز و مجمع مردان هنر و ادب اندیشهٔ ایرانی قرار دهد، حملهٔ سنگین مغول و آشوب پس از آن است. تاخت و تاز و کشتار هراس‌انگیز مغول خراسان بزرگ را که بیش از سه قرن کانون رشد و نمو زبان و ادب پارسی بود یک‌سره ویران ساخت و گروهی از اهل علم و ادب و هنر را به خاک و خون کشید. آنان که از حملات مغول، جان سالم به در برده بودند به کشورهای پیرامون از جمله آسیای صغیر پناه بردند. پناهندگان به آسیای صغیر از صنوف و قشرهای مختلف بودند که آنان را می‌توان در گروه‌ها زیر گنجاند: ۱ـ عرفاً و فتیان ۲ـ اهل علم و قلم ۳ـ هنرمندان ۴ـ بازرگانان.
عزالدین کیکاووس شاه سلجوقی روم از طرفداران زبان فارسی بود چنان‌که دختر حسام‌الدّین سالار که به زبان فارسی شعر می‌سرود شعری را به زبان فارسی در قالب ترکیب‌بند سرود و به دربار عزالدین کیکاووس پادشاه سلجوقیان روم فرستاد. ابن بی‌بی ادیب و تاریخ‌نگار ایرانی در کتاب تاریخ خود «الاوامر العلائیة فی الامور العلائیة» چنین می‌نویسد که کیکاووس نیز در برابر چنین شعر ارزنده‌ای بر هر بیت، صد دینار سرخ صله داد و در مجموع برای ۷۲ بیت، هفت‌هزار و دویست دینار راهی موصل نزد دختر حسام‌الدّین سالار کرد و افزون بر آن، پیک را نیز دوهزار دینار و نیز خلعت و سوار داد.
بخشی از شعر این دختر که نام او فقط به‌عنوان دختر حسام‌الدّین سالار در تاریخ ثبت شده است:
| تا طرهٔ آن طرهٔ طرار برآمد         |  | بس آه کزین سینهٔ غم‌خوار برآمد     |
| بس آه کزین سینهٔ غم‌خوار برآمد     |  | در عشق هر آن‌کس که بدین کوی فروشد |
| در عشق هر آن‌کس که بدین کوی فروشد |  | جانش به غم و حسرت و تیمار برآمد  |
| خوبان جهان را همه بازار شکستند   |  | آن روز که او مست به بازار برآمد  |
| شمشاد خجل شد چو ز بستان زمانه    |  | آن قامت چون سرو سمن زار برآمد    |
| شد عارضِ زیباش گل باغ لطافت       |  | کان سوسن نورسته ز گلزار برآمد    |
| ای چرخ مکن قصد به خون ریختن خلق  |  | زیرا که به یک غمزهٔ او کار برآمد  |
| ای ماه کنون دمدمهٔ حسن تو بنشست   |  | چون کوکبهٔ شاه جهاندار برآمد      |
| شاهی به لطافت چو دم عیسی جانبخش  |  | جمشید دوم شاه جوان‌بخت جهان‌بخش    |

#### مذهب
ترکمانان آناتولی با ورود به آسیای صغیر نشانه‌هایی از گذشتهٔ شمنی و اعتقادات خود را وارد این سرزمین کردند، اما این ترکمانان نهایتاً از هواداران سرسخت یکی از مذاهب تسنن یعنی حنفی شدند. شایان ذکر است که در میان سلجوقیان روم تا سدهٔ هفتم هجری نوشته‌های خلاقی در زمینهٔ کلام و فقه پدید نیامد و ترکان آناتولی از میراث عظیم تحقیقات غنی و پربار حنفیان خراسان و ماوراءالنهر بهره بردند و این میراث را علمایی که در سدهٔ هفتم هجری از مقابل مغولان به طرف غرب فرار کردند همچون یوسف‌بن ابی‌سعید سجستانی در آناتولی رواج دادند.
مؤسسات فرهنگی دین اسلام همچون مدارس و مساجد در آناتولی دیرتر به بار نشست. نخستین مساجد قلمرو سلجوقیان و سلسله‌های ترکمانی چون دانشمندیه، منکوجکی‌ها و سلتوقی‌ها پس از حدود سال ۵۵۰ ه‍.ق ایجاد شد و نخستین مدرسهٔ آناتولی که از کتیبهٔ سردر آن پیداست در سال ۵۸۹ ه‍.ق در قیصریه ساخته شد؛ درحالی که مدرسه در سرزمین‌های ایرانی و عربی حدود دو قرن پیش متدوال شده بود. مدارس و مساجد با تحکیم سلطنت سلجوقیان در سدهٔ هفتم در شهرهایی چون قونیه، قیصریه و چند شهر دیگر در آناتولی و از جمله در ماردین عهد ارتوقیا از شکوه و شکوفایی قابل توجهی برخوردار شد.
پس از چندی که گذشت تصوف در آناتولی ریشه گرفت و انگیزهٔ خود را نه تنها از سرزمین‌هایی ایرانی بلکه از شخصیت برجسته و عارف بزرگی اندلسی، ابن‌عربی (متوفی ۶۳۸ ه‍.ق)، که به مَلَطیه و سیواس و قونیه سفر کرد، گرفت. زوار شمال آفریقا که از راه آناتولی رهسپار حج می‌شدند یا به زیارت قونیه می‌رفتند، مساجد کوچکی در این شهر ایجاد کردند. اما در سرزمین آناتولی بیش از هر چیز و مهم‌تر از همه سنت فرهنگی و معنوی ایران و زبان فارسی توسعه یافت و تأثیرات ایران در دیگر قلمروها، همچون امور دیوانی و درباری گسترش یافت. سلاطین سلجوقی از همان ابتدا تحت تأثیر حماسهٔ ملی ایران نام‌هایی ایرانی مانند کیکاوس، میخسرو کیقباد برای خود برگزیدند. این فرایند در سدهٔ هفتم هجری شتاب بیشتری گرفت و آن زمانی بود که بهاءالدین ولد و فرزندش جلال‌الدین از یک خاندان دین‌دار، عارف و کهن بلخ، وارد شهر قونیه شدند. سلطان کیقباد اول، بهاءالدین ولد را به پایتخت خود فراخواند، اما وی آنجا چندان نماند؛ در حالی که فرزندش جلال‌الدین بیشترین ایام خود را در قونیه سپری کرد و مثنوی معنوی خویش را در آنجا سرود. بدین ترتیب پایتخت سلجوقان روم؛ یعنی قونیه کانون طریقت مولویه شد و سلطان ولد فرزند مولوی به گسترش آن همت گماشت و آرامگاه جلال‌الدین رومی در این شهر کعبهٔ آمال و آرزوهای صاحبان زهد و عبادت شد.
سنن و سلوک مذهبی یاد شده در بالا در شکل‌گیری تسنن رسمی و مسلط آناتولی تأثیر به سزایی داشت. اما در سطح عامیانه و نه چندان فرهیخته، عقایدی وجود داشت که از شمنیسم ترکان به‌ویژه ترکان حومهٔ شهرها مایه می‌گرفت و به احتمال زیاد با احساسات و عقاید شیعیانه که در اوایل دورهٔ عثمانی در میان ترکان شرق آناتولی کاملاً آشکار شد، تلفیق یافته بود. این نوع عقاید مذهبی در ایام فشارها و انقلابات سیاسی و اجتماعی آشکار می‌شد و صورت سیاسی خاصی پیدا می‌کرد.
سرانجام کمی هم باید دربارهٔ ترکیب ادیان بزرگ در آناتولی به‌خصوص دو دین اسلام و مسیحیت صحبت کرد. دربارهٔ چنین موضوع مهم و حساسی نمی‌توان به نتایج قاطعی دست یافت؛ ولی چنین می‌نماید که برخی از سلاطین همچون کیقباد اول از سلاطین آسان‌گیر و روشن‌ضمیری بوده‌اند و از ترکیب ادیان و مذاهب در قلمرو حکومتی خویش آگاهی داشته‌اند. در قونیه ارمنیان و یونانیان زندگی می‌کردند و یونانیان در آنجا صومعه‌ای به نام سن چریتون داشتند؛ علاوه بر این‌ها می‌توان به حضور یهودیان در قونیه نیز اشاره کرد.
از قرار معلوم رومی‌ها روابط تنگاتنگی با اهل ذمه داشته‌اند؛ در حالی که علمای مسلمان همواره در پی آن بوده‌اند که آنان را به دین اسلام درآورند. در سطح مردم آناتولی در تعدادی از اماکن مقدس مبادلات و مناسباتی میان مسیحیان و مسلمانان وجود داشت و گاه قدیسان طرفین همسنگ برشمرده می‌شدند و محل احترام بودند. یکی از نمونه‌های برجسته سن‌جرج است که همسنگ خضر محسوب می‌شد.

## جامعه و فرهنگ
دودمان سلجوقیان روم، به عنوان جانشینان سلجوقیان بزرگ، میراث سیاسی، مذهبی و فرهنگی خود را بر اساس سنت ترکی-ایرانی و جهان یونانی رومی بنا نهادند ، حتی تا جایی که پسران خود را با نام‌های فارسی نامگذاری می‌کردند. سلجوقیان روم روش اداری کشورداری ایرانی را از امپراتوری سلجوقی به ارث برده بودند که بعداً آن را به عثمانی‌ها منتقل کردند.
سلجوقیان روم به عنوان مظهر فرهنگ ایرانی،  از هنر ، معماری و ادبیات ایرانی حمایت می‌کردند .  برخلاف امپراتوری سلجوقی، سلاطین سلجوقی روم نام‌های ایرانی مانند کیخسرو ، کیقباد/قباد و کی کاووس داشتند . دیوان‌سالاران و نخبگان مذهبی قلمرو آنها عموماً ایرانی بودند. در سده سیزدهم، طبق گزارش‌ها، اکثر ساکنان مسلمان در مراکز شهری اصلی آناتولی به زبان فارسی به عنوان زبان اصلی خود صحبت می‌کردند. در این سده بود که تمایل به تقلید از ایران از نظر اداری، مذهبی و فرهنگی به اوج خود رسید و این امر با هجوم گسترده پناهندگان ایرانی که از حملات مغول گریخته بودند، تشویق شد. این پناهندگان فرهنگ ایرانی را با خود آوردند و در ایجاد "ایران دوم" در آناتولی نقش مهمی داشتند. سنت‌های فرهنگی، سیاسی و ادبی ایران در اوایل سده سیزدهم عمیقاً بر آناتولی تأثیر گذاشت.  تاریخ‌نگار برجسته ابن بی‌بی ، اثری منظوم شش جلدی به زبان فارسی به نام سلجوق‌نامه را با الگوبرداری از شاهنامه سرود که بر سلاطین سلجوقی تمرکز داشت.
سلجوقیان با وجود ریشه‌های ترکی خود، از فارسی برای امور اداری استفاده می‌کردند؛ حتی تاریخ‌های آنها که جایگزین عربی شده بود، به زبان فارسی بود. استفاده از زبان ترکی توسط آنها به سختی ترویج می‌شد. حتی سلطان قلیچ ارسلان دوم ، در کودکی، با درباریان به زبان فارسی صحبت می‌کرد. خانباغی اظهار می‌کند که سلجوقیان آناتولی حتی بیشتر از سلجوقیانی که بر فلات ایران حکومت می‌کردند، فارسی‌زبان شده بودند. اشعار فارسی توسط سلاطین سلیمان دوم ، کیقباد اول و کیخسرو دوم سروده شده است.
راحة الصدور ، تاریخ امپراتوری بزرگ سلجوقی و فروپاشی آن، که به فارسی توسط محمد بن علی راوندی نوشته شده است، به سلطان کیخسرو اول تقدیم شده است. حتی تاریخ آل سلجوق ، تاریخ ناشناس سلطنت روم، به فارسی نوشته شده است.  سلاطین روم عمدتاً به زبان عربی تحصیل نکرده بودند. این امر به روشنی نفوذ اعراب، یا حداقل نفوذ مستقیم، را به میزان نسبتاً کمی محدود می‌کرد. در مقابل، ادبیات فارسی و نفوذ ایران گسترش یافت زیرا اکثر سلاطین و حتی بخش قابل توجهی از مردم شهر این زبان را می‌دانستند.
یکی از مشهورترین نویسندگان فارسی‌زبان آن، رومی ، نام خود را از نام این ایالت گرفته است. علاوه بر این، نفوذ بیزانس در سلطنت نیز قابل توجه بود، زیرا اشراف یونانی بیزانس همچنان بخشی از اشراف سلجوقی باقی ماندند و دهقانان بومی بیزانس (روم) در منطقه همچنان زیاد بودند.  بر اساس شجره‌نامه آنها، به نظر می‌رسد که سلاطین سلجوقی ، درست مانند سلاطین اولیه عثمانی، از کنیزان-بردگان مسیحی حمایت می‌کردند. در حرمسرای سلجوقی ، زنان یونانی بیشترین تسلط را داشتند. ترک‌سازی فرهنگی در آناتولی ابتدا در سده چهاردهم، به ویژه در دوران ظهور تدریجی عثمانی‌ها ، آغاز شد . سلجوقیان با جمعیتی شامل یونانیان بیزانسی ، ارمنی‌ها ، کردها ، ترک‌ها و پارس ها، بین سال‌های 1220 تا 1250 بسیار موفق بودند و زمینه را برای اسلامی‌سازی بعدی آناتولی فراهم کردند.

## سلاطین سلجوقیان روم
| #                       | نام                                         | نام                                                                                                | نام                         | نگاره | ولادت وفات                                                                   | حکومت | حکومت | توضیح                | توضیح |
| #                       | نام دیهیمی                                  | لقب                                                                                                | نام اصلی                    | نگاره | ولادت وفات                                                                   | آغاز  | پایان | خویشاوندی            | یادداشت |
| ----------------------- | ------------------------------------------- | -------------------------------------------------------------------------------------------------- | --------------------------- | ----- | ---------------------------------------------------------------------------- | ----- | ----- | -------------------- | --- |
| سلجوقیان روم، ۱۰۷۷–۱۳۰۷ |                                             | |                             |       |                                                                              |       |       |                      | |
| ۱                       | سلیمان شاه                                  | قتلمش اغلو                                                                                         | سلیمان                      |       | ؟ - ۱۰۸۶                                                                     | ۱۰۷۷  | ۱۰۸۶  | پسر قتلمش            | بنیان‌گذار امپراتوری                                                                                                |
| ۲                       | قلج ارسلان اول                              | سلطان                                                                                              | قلج ارسلان                  |       | ۱۰۷۹–۱۱۰۷                                                                    | ۱۰۹۲  | ۱۱۰۷  | پسر سلیمان شاه       | توسط محمد یکم سلجوقی، با پشتیبانی آل ارتق در حوالی رودخانه خابور شکست خورد و در حین فرار، در رودخانه خابور غرق شد. |
| ۳                       | ملک شاه                                     | شاهنشاه                                                                                            | حسن                         |       | ؟ - ۱۱۱۶                                                                     | ۱۱۱۰  | ۱۱۱۶  | پسر قلج ارسلان اول   | به‌دست برادرش مسعود کشته شد                                                                                         |
| ۴                       | مسعود یکم                                   | رکن الدین، سلطان                                                                                   | مسعود                       |       | ؟ - ۱۱۵۶                                                                     | ۱۱۱۶  | ۱۱۵۶  | پسر قلج ارسلان اول   | |
| ۵                       | قلج ارسلان دوم                              | عزالدین، سلطان                                                                                     | قلج ارسلان                  |       | ؟ - ۱۱۹۲                                                                     | ۱۱۵۶  | ۱۱۹۲  | پسر مسعود یکم        | |
| ۶                       | کیخسرو اول                                  | غیاث الدین، سلطان                                                                                  | کیخسرو                      |       | ؟ - ۱۲۱۱                                                                     | ۱۱۹۲  | ۱۱۹۶  | پسر قلج ارسلان دوم   | توسط برادرش سلیمان دوم برکنار شد.                                                                                  |
| ۷                       | سلیمان دوم                                  | رکن الدین، سلطان                                                                                   | سلیمان                      |       | ؟ - ۱۲۰۴                                                                     | ۱۱۹۶  | ۱۲۰۴  | پسر قلج ارسلان دوم   | |
| ۸                       | قلج ارسلان سوم                              | عزالدین، سلطان                                                                                     | قلج ارسلان                  |       | ؟                                                                            | ۱۲۰۴  | ۱۲۰۵  | پسر سلیمان دوم       | توسط کیخسرو اول برکنار شد                                                                                          |
| (۶)                     | کیخسرو اول                                  | غیاث الدین، سلطان                                                                                  | کیخسرو                      |       | ؟ - ۱۲۱۱                                                                     | ۱۲۰۵  | ۱۲۱۱  | پسر قلج ارسلان دوم   | در جنگ با رومی‌ها در انطاکیه کشته شد                                                                                |
| ۹                       | کیکاووس اول                                 | غیاث الدین، سلطان                                                                                  | کیکاووس                     |       | ? - ۱۲۲۰                                                                     | ۱۲۱۱  | ۱۲۲۰  | پسر کیخسرو اول       | |
| ۱۰                      | کیقباد اول                                  | علاءالدین، سلطان                                                                                   | کیقباد                      |       | ۱۱۹۰–۱۲۳۷                                                                    | ۱۲۲۰  | ۱۲۳۷  | پسر کیخسرو اول       | |
| ۱۱                      | کیخسرو دوم                                  | غیاث الدین، سلطان                                                                                  | کیخسرو                      |       | ؟ - ۱۲۴۶                                                                     | ۱۲۳۷  | ۱۲۴۶  | پسر کیقباد اول       | در نبرد کوسه داغ از مغولان شکست خورد و تحت الحمایه امپراتوری مغول شد.                                              |
| ۱۲                      | کیکاووس دوم                                 | عزالدین، سلطان                                                                                     | کیکاووس                     |       | ؟ - ۱۲۷۹/۱۲۸۰                                                                | ۱۲۴۶  | ۱۲۴۸  | پسر کیخسرو دوم       | تحت الحمایه دولت ایلخانان شد                                                                                       |
| (۱۲) و ۱۳               | کیکاووس دوم و قلج ارسلان چهارم              | عزالدین، سلطان (کیکاووس دوم) / رکن الدین، سلطان (قلج ارسلان چهارم)                                 | کیکاووس / قلج ارسلان        |       | ؟ - ۱۲۸۰ (کیکاووس دوم) /؟ - ۱۲۶۵ (قلج ارسلان چهارم)                          | ۱۲۴۸  | ۱۲۴۹  | پسران کیخسرو دوم     | هولاکو خان، از سال ۱۲۴۸، قلج ارسلان را با برادرش کیکاووس را در سلطنت روم، شریک کرد.                                |
| (۱۲) و (۱۳) و ۱۴        | کیکاووس دوم و قلج ارسلان چهارم و کیقباد دوم | عزالدین، سلطان (کیکاووس دوم) / رکن الدین، سلطان (قلج ارسلان چهارم) / علاءالدین، سلطان (کیقباد دوم) | کیکاووس، قلج ارسلان، کیقباد |       | ؟ - ۱۲۸۰ (کیکاووس دوم) /؟ - ۱۲۶۵ (قلج ارسلان چهارم) / ۱۲۳۹–۱۲۵۶ (کیقباد دوم) | ۱۲۴۹  | ۱۲۵۷  | پسران کیخسرو دوم     | هولاکو خان، از سال ۱۲۴۹، کیقباد دوم را با برادرانش را در سلطنت روم، شریک کرد.                                      |
| (۱۳)                    | قلج ارسلان چهارم                            | رکن الدین، سلطان                                                                                   | قلج ارسلان                  |       | ؟ - ۱۲۶۵                                                                     | ۱۲۵۷  | ۱۲۶۵  | پسر کیخسرو دوم       | به‌دست معین الدین پروانه کشته شد                                                                                    |
| ۱۵                      | کیخسرو سوم                                  | غیاث الدین، سلطان                                                                                  | کیخسرو                      |       | ۱۲۶۳/۱۲۵۹–۱۲۸۴                                                               | ۱۲۶۵  | ۱۲۸۴  | پسر قلج ارسلان چهارم | به‌دست مغولان، اعدام شد                                                                                             |
| ۱۶                      | مسعود دوم                                   | غیاث الدین، سلطان                                                                                  | مسعود                       |       | ؟ - ۱۳۰۸                                                                     | ۱۲۸۲  | ۱۲۸۴  | پسر کیکاووس دوم      | توسط مغولان برکنار و در تبریز محبوس شد                                                                             |
| ۱۷                      | کیقباد سوم                                  | علاءالدین، سلطان                                                                                   | کیقباد                      |       | ۱۲۸۳–۱۳۰۲                                                                    | ۱۲۸۴  | ۱۲۸۴  | برادرزاده مسعود دوم  | |
| (۱۶)                    | مسعود دوم                                   | غیاث الدین، سلطان                                                                                  | مسعود                       |       | ؟ - ۱۳۰۸                                                                     | ۱۲۸۴  | ۱۲۹۳  | پسر کیکاووس دوم      | |
| (۱۷)                    | کیقباد سوم                                  | علاءالدین، سلطان                                                                                   | کیقباد                      |       | ۱۲۸۳–۱۳۰۳                                                                    | ۱۳۰۱  | ۱۳۰۳  | برادرزاده مسعود دوم  | |
| (۱۶)                    | مسعود دوم                                   | غیاث الدین، سلطان                                                                                  | مسعود                       |       | ؟ - ۱۳۰۸                                                                     | ۱۳۰۳  | ۱۳۰۵  | پسر کیکاووس دوم      | |
| (۱۷)                    | کیقباد سوم                                  | علاءالدین، سلطان                                                                                   | کیقباد                      |       | ۱۲۸۳–۱۳۰۳                                                                    | ۱۳۰۵  | ۱۳۰۷  | برادرزاده مسعود دوم  | توسط غازان خان برکنار و اعدام شد                                                                                   |
| ۱۸                      | مسعود سوم                                   | علاءالدین، سلطان                                                                                   | مسعود                       |       |                                                                              | ۱۳۰۷  | ۱۳۰۷  | پسر مسعود دوم        | به قتل رسید |